# Список глав государств в 1922 году
| 1921 ← Список глав государств по годам → 1923 |

В списке перечислены лидеры государств по состоянию на 1922 год. В том случае, если ведущую роль в государстве играет коммунистическая партия, указан как де-юре глава государства — председатель высшего органа государственной власти, так и де-факто — глава коммунистической партии.
Если в 1922 году в каком-либо государстве произошла смена руководителя, в списке указываются оба из них. В случае если государство сменило флаг, указываются также оба флага.
Цветом выделены страны, в которых в данном году произошли смены власти вследствие следующих событий:
- Получение страной независимости;
- Военный переворот, революция, всеобщее восстание ;
- Президентские выборы;
- парламентские выборы, парламентский кризис;
- Смерть одного из руководителей страны;
- Иные причины.

## Значимые события
- 7 января — отправлен в отставку и вскоре казнён глава Народного правительства Монголии Догсомын Бодоо. Новым премьер-министром назначен крупный религиозный деятель Содномын Дамдинбазар[1];
- 10 января — из-за несогласия с англо-ирландским договором 1921 года Имон де Валера подал в отставку с постов главы государства и главы Временного правительства самопровозглашённой Ирландской республики. Новым президентом стал Артур Гриффит, пост главы правительства вскоре занял Майкл Коллинз[2];
- 14 января
  - Гватемала заявила о выходе из состава Республики Центральной Америки, что привело к распаду федерации[3];
  - республиканец Раймон Пуанкарэ сформировал новое правительства Франции после падения VII кабинета республиканца-социалиста Аристида Бриана[4];
- 19 января — Ионел Брэтиану стал новым премьер-министром Румынии[5];
- 25 января — в Китае в результате конфликта между Фэнтяньской и Чжилийско кликами ушло в отставку правительство Лян Шии. В апреле конфликт вылился в Первую Чжили-Фэнтяньскую войну[6];
- 2 февраля — демократ Эрнестас Гальванаускас стал премьер-министром Литвы после отставки ляудининка Казиса Гринюса[7];
- 6 февраля — лидер Демократической партии Антониу Мариа да Силва сформировал правительство Португалии после успеха партии на парламентских выборах 29 января 1922 года[8];
- 26 февраля — либерал Луиджи Факта сформировал правительство Италии после отставки социалиста Иваноэ Бономи[9];
- 28 февраля — Великобритания объявила об отмене протектората над Египтом[10];
- 1 марта — после отмены британского протектората бывший министр внутренних дел Абдель Халед Сарват-паша сформировал первое правительство независимого Египта[11];
- 8 марта — консерватор Хосе Санчес Герра сформировал новое правительство Испании после отставки последнего кабинета Антонио Мауры[12];
- 12 марта — Азербайджан, Армения и Грузия образовали Федеративный Союз Социалистических Советских Республик Закавказья[13];
- 15 марта — после отмены британского протектората Султанат Египет провозглашён Королевством Египет, а султан Ахмед Фуад I провозглашён королём Египта и Судана[14];
- 15 мая — на пост президента Гаити вступил Луи Эсташ Антуан Борно[15];
- 16 мая — из-за финансовых трудностей в условиях Греко-турецкой войны ушло в отставку греческое правительство Димитриоса Гунариса. Новый кабинет сформировал министр внутренних дел Николаос Андреу Стратос[16];
- 22 мая — министр финансов Петрос Протопападакис сформировал новое правительство Греции после того, как парламент не утвердил кабинет Николаоса Стратоса[16];
- 31 мая — председатель Христианско-социальной партии Игнац Зейпель сформировал коалиционное правительство Австрии[17];
- 2 июня
  - после поражения Фэнтяньской клики в очередной гражданской войне ушёл в отставку президент Китая Сюй Шичан. Функции президента переданы премьер-министру Чжоу Цзыци[6];
  - беспартийный профессор Аймо Каяндер стал премьер-министром Финляндии на период проведения парламентских выборов[18];
- 11 июня — генерал Чжоу Цзыци подал в отставку с постов главы государства и правительства Китая. Свергнутый в 1917 году генерал Ли Юаньхун восстановлен на посту президента Китая[6];
- 12 июня — новым премьер-министром Японии стал адмирал Томосабуро Като[19];
- 24 июня — диктатор Венесуэлы генерал Хуан Висенте Гомес вернулся на пост президента после многолетней болезни[20];
- 26 июня — в Париже скончался князь Монако Альбер I. На княжеский престол вступил его сын Луи II[21];
- 28 июня — Артур Сливиньский сформировал новое правительство Польши после отставки Антония Пониковского[22];
- 31 июля — новым премьер-министром Польши стал Юлиан Новак[22];
- 7 августа — на пост президента Колумбии вступил консерватор Педро Нель Оспина победивший на выборах в феврале 1922 года[23];
- 12 августа — в Дублине скоропостижно скончался президент Ирландской республики Артур Гриффит. Его функции перешли к исполняющему обязанности премьер-министра Уильяму Косгрейву[2];
- 22 августа — в ходе гражданской войны убит глава Временного правительства Ирландской республики Майкл Коллинз[2];
- 10 сентября — после военной катастрофы в Смирне и поражения Греции в Греко-турецкой войне ушёл в отставку премьер-министр Греции Петрос Протопападакис. Новым главой правительства назначен Николаос Триантафиллакос[16];
- 27 сентября — после того, как по требованию восставшей армии отрёкся по престола король Греции Константинос I на престол вступил его сын Георгиос II[16];
- 30 сентября — премьер-министром Греции назначен профессор Сотириос Крокидас[16];
- 7 октября — председатель Аграрной партии Антонин Швегла сформировал правительство Чехословакии после отставки социалиста Эдуарда Бенеша[24];
- 12 октября — на пост президента Аргентины вступил Марсело Торкуато де Альвеар, представитель партии Гражданский радикальный союз, победивший на президентских выборах в апреле 1922 года[25];
- 21 октября — Хуан Баутиста Висини назначен президентом оккупированной США Доминиканской республике после подписания соглашения Хьюза-Пейнадо. С 1916 года страна управлялась военной администрацией США[26];
- 24 октября — консерватор Эндрю Бонар Лоу сформировал однопартийное правительство Великобритании после падения коалиционного кабинета либерала Дэвида Ллойд Джорджа[27];
- 25 октября — армия Дальневосточной республики вступила во Владивосток, ликвидировав Приамурский земский край[28];
- 31 октября — в результате Марша на Рим Председателем Совета министров Италии назначен лидер итальянских фашистов Бенито Муссолини[9];
- 1 ноября — Великое национальное собрание Турции в Анкаре упразднило Османскую империю. 16 ноября последний Султан и Халиф Мехмед VI Вахидеддин отплыл из Стамбула на Мальту на борту британского крейсера[29];
- 12 ноября — Триполитанская республика включена в состав Итальянской Ливии[30];
- 14 ноября
  - председатель Учредительного собрания Янис Чаксте избран первым президентом Латвии[31];
  - аграрий Кюёсти Каллио стал новым президентом Финляндии[18];
- 15 ноября
  - самоликвидировалась и вошла в состав РСФСР Дальневосточная республика[28];
  - на пост президента Бразилии вступил Артур да Силва Бернардис победивший на президентских выборах в марте 1922 года[32];
- 21 ноября — новым Государственным старейшиной Эстонии стал председатель парламента Юхан Кукк[33];
- 22 ноября — рейхсканцлером Германии после отставки католика Карла Йозефа Вирта стал директор правления трансатлантического пароходного акционерного общества HAPAG Вильгельм Куно[34];
- 27 ноября — руководитель восстания 11 сентября полковник Стилианос Гонатас назначен премьер-министром Греции[16];
- 30 ноября — после отставки в условиях антибританских волнений правительства Абдель Халеда Сарвата-паша новым премьер-министром Египта назначен Мухаммед Тауфик Назим-паша[11];
- 4 декабря — Ахмет Зогу впервые возглавил правительство Албании[35];
- 6 декабря — в результате многолетней борьбы за независимость Ирландии образовано Ирландское Свободное государство — доминион Великобритании. Главой правительства доминиона стал один из лидеров борьбы за независимость Уильям Томас Косгрейв[2];
- 7 декабря — новым премьер-министром Испании стал либерал Мануэль Гарсиа Прието[12];
- 13 декабря — на базе Федеративного Союза Социалистических Советских Республик Закавказья (Азербайджан, Армения, Грузия) провозглашена Закавказская Социалистическая Федеративная Советская Республика[13];
- 14 декабря — Габриэль Нарутович вступил на пост Президента Польши после ухода в отставку Начальника государства маршала Юзефа Пилсудского[22];
- 16 декабря — в Варшаве застрелен президент Польши Габриэль Нарутович. Функции президента переданы маршалу Сейма Мацею Ратаю, генерал Владислав Сикорский возглавил чрезвычайное правительство[22];
- 21 декабря — председатель Учредительного сейма Литвы Александрас Стульгинскис избран президентом Литовской республики[7];
- 22 декабря — Станислав Войцеховский стал новым президентом Польши[22];
- 30 декабря — Белорусская Советская Социалистическая Республика, Закавказская Социалистическая Федеративная Советская Республика, Российская Советская Федеративная Социалистическая Республика и Украинская Советская Социалистическая Республика объединились в Союз Советских Социалистических Республик. В состав СССР в качестве автономий также вошли Бухарская Народная Советская Республика и Хивинская Народная Советская Республика[28];

## Азия
|                                                              | Арабские эмираты (протектораты Великобритании)                   |                                                                      |                                                                         | |                                                                   |  |
|                                                              |                                                                  | Абу-Даби                                                             | Эмир                                                                    | Хамдам ибн Зайед аль-Нахайян Султан II ибн Зайд аль-Нахайян                                                                              | 1912 год—1922 год 1922 год—1926 год                               |  |
|                                                              | Аджман                                                           | Эмир                                                                 | Хумайд III ибн Абд аль-Азиз                                             | 1910 год—1928 год |                                                                   |  |
|                                                              | Дубай                                                            | Шейх                                                                 | Саид ибн Мактум                                                         | 1912 год—1958 год |                                                                   |  |
|                                                              | Рас-эль-Хайма                                                    | Эмир                                                                 | Султан II ибн Салим                                                     | 1921 год—1948 год |                                                                   |  |
|                                                              | Умм-эль-Кайвайн                                                  | Эмир                                                                 | Рашид бин Ахмад аль-Муалла Абдулла бин Рашид                            | 1904 год—1922 год 1922 год—1923 год |                                                                   |  |
|                                                              | Эль-Фуджайра                                                     | Шейх                                                                 | Хамад I бин Абдаллах                                                    | 1876 год—1936 год |                                                                   |  |
|                                                              | Шарджа                                                           | Шейх                                                                 | Халид II бин Ахмед                                                      | 1914 год—1924 год |                                                                   |  |
|                                                              | Асир                                                             | Асир                                                                 | Эмир                                                                    | Мухаммад ибн Али аль-Идриси | 1917 год — 1923 год                                               |  |
|                                                              | Афганистан                                                       | Афганистан                                                           | эмир                                                                    | Аманулла | 1919 год — 1926 год                                               |  |
|                                                              | Бахрейн (протекторат Великобритании)                             | Бахрейн (протекторат Великобритании)                                 | Хаким                                                                   | Иса ибн Али Аль Халифа | 1869 год—1932 год                                                 |  |
|                                                              | Британская Бирма (Шанские княжества)                             |                                                                      |                                                                         | |                                                                   |  |
|                                                              |                                                                  | Йонгве                                                               | Саофа                                                                   | Сао Монг | 1864 год—1885 год, 1897 год—1926 год                              |  |
|                                                              | Кенгтунг                                                         | Саофа                                                                | Конг Кьо Инталенг                                                       | 1895 год—1935 год |                                                                   |  |
|                                                              | Локсок (Ятсок)                                                   | Саофа                                                                | Хкун Нсок                                                               | 1900 год—1946 год |                                                                   |  |
|                                                              | Мокме                                                            | Саофа                                                                | Хкун Хконг                                                              | 1915 год—1959 год |                                                                   |  |
|                                                              | Монгнай                                                          | Саофа                                                                | Хкун Кьо Сам                                                            | 1914 год—1928 год |                                                                   |  |
|                                                              | Монгпай                                                          | саофа                                                                | Хкун Пин Нья                                                            | 1908 год—1959 год |                                                                   |  |
|                                                              | Монгпон                                                          | Саофа                                                                | Хкун Ти                                                                 | 1860 год—1928 год |                                                                   |  |
|                                                              | Северное Сенви                                                   | Саофа                                                                | Хом Хпа                                                                 | 1915 год—1959 год |                                                                   |  |
|                                                              | Сипау                                                            | Саофа                                                                | Сао Хке                                                                 | 1902 год—1928 год |                                                                   |  |
|                                                              | Южное Сенви                                                      | Саофа                                                                | Сао Сонг                                                                | 1913 год—1946 год |                                                                   |  |
|                                                              | Британская Индия                                                 | Британская Индия                                                     | Император                                                               | Георг V | 1910 год—1936 год                                                 |  |
| Вице-король                                                  | Британская Индия                                                 | Британская Индия                                                     | Руфус Айзекс                                                            | 1921 год—1926 год |                                                                   |  |
|                                                              |                                                                  | Аджайгарх                                                            | Савай махараджа                                                         | Бхопал Сингх | 1919 год—1942 год                                                 |  |
|                                                              | Алвар                                                            | Махараджа                                                            | Джай Сингх Прабхакар                                                    | 1892 год—1937 год |                                                                   |  |
|                                                              | Алираджпур                                                       | Рана                                                                 | Пратап Сингх II                                                         | 1891 год—1941 год |                                                                   |  |
|                                                              | Баони                                                            | Наваб                                                                | Мохаммад Муштак аль-Хасан Хан                                           | 1911 год—1947 год |                                                                   |  |
|                                                              | Бансвара                                                         | Раджа                                                                | Притви Сингх                                                            | 1913 год—1944 год |                                                                   |  |
|                                                              | Барвани                                                          | Рана                                                                 | Ранджит Сингх                                                           | 1894 год—1930 год |                                                                   |  |
|                                                              | Барода                                                           | Махараджа                                                            | Саяджирао Гаеквад III                                                   | 1875 год—1939 год |                                                                   |  |
|                                                              | Бахавалпур                                                       | Наваб                                                                | Садик Мухаммад Хан V                                                    | 1907 год—1947 год |                                                                   |  |
|                                                              | Башахра                                                          | Раджа                                                                | Падам Сингх                                                             | 1914 год—1947 год |                                                                   |  |
|                                                              | Бенарес                                                          | Махараджа бахадур                                                    | Прабху Нарайян Сингх                                                    | 1889 год—1931 год |                                                                   |  |
|                                                              | Биджавар                                                         | Савай махараджа                                                      | Савант Сингх                                                            | 1899 год—1940 год |                                                                   |  |
|                                                              | Биканер                                                          | Махараджа                                                            | Ганга Сингх                                                             | 1887 год—1943 год |                                                                   |  |
|                                                              | Биласпур (Калур)                                                 | Раджа                                                                | Биджай Чанд                                                             | 1889 год—1927 год |                                                                   |  |
|                                                              | Бунди                                                            | Махарао раджа                                                        | Рагубир Сингх                                                           | 1889 год—1927 год |                                                                   |  |
|                                                              | Бхавнагар                                                        | Махараджа                                                            | Кришна Кумарсинхжи Бхавсинхжи                                           | 1919 год—1947 год |                                                                   |  |
|                                                              | Бхаратпур                                                        | Махараджа                                                            | Кишан Сингх                                                             | 1900 год—1929 год |                                                                   |  |
|                                                              | Бхопал                                                           | наваб                                                                | Каикхусрау Джахан Бегум                                                 | 1901 год—1926 год |                                                                   |  |
|                                                              | Ванканер                                                         | Махарана радж сахиб                                                  | Амарсинхджи Банесинджи                                                  | 1881 год—1947 год |                                                                   |  |
|                                                              | Гангпур                                                          | Раджа                                                                | Бхабани Шанкар Део                                                      | 1917 год—1930 год |                                                                   |  |
|                                                              | Гархвал                                                          | махараджа                                                            | Нарендра Шах                                                            | 1913 год—1946 год |                                                                   |  |
|                                                              | Гвалиор                                                          | Махараджа                                                            | Мадхорао Шинде                                                          | 1886 год—1925 год |                                                                   |  |
|                                                              | Гондал                                                           | Тхакур сахиб                                                         | Бхагвацинхжи Саграмсинхджи                                              | 1869 год—1944 год |                                                                   |  |
|                                                              | Даспалла                                                         | раджа                                                                | Кишор Чандра Део Бханж                                                  | 1913 год—1948 год |                                                                   |  |
|                                                              | Датия                                                            | Махараджа                                                            | Говинд Сингх                                                            | 1907 год—1947 год |                                                                   |  |
|                                                              | Девас младшее                                                    | Махараджа                                                            | Малхар Рао                                                              | 1918 год—1934 год |                                                                   |  |
|                                                              | Девас старшее                                                    | Махараджа                                                            | Тукоджи Рао III                                                         | 1918 год—1937 год |                                                                   |  |
|                                                              | Джайпур                                                          | Махараджа савай                                                      | Мадхо Сингх II Ман Сингх II                                             | 1880 год—1922 год 1922 год—1948 год |                                                                   |  |
|                                                              | Джанджира                                                        | Наваб                                                                | Ахмад Хан Мохаммад-Хан II                                               | 1879 год—1922 год 1922 год—1947 год |                                                                   |  |
|                                                              | Джайсалмер                                                       | Махаравал                                                            | Джавахир Сингх                                                          | 1914 год—1947 год |                                                                   |  |
|                                                              | Джалавад (Дрангадхра)                                            | Махараджа                                                            | Ганшьямсинхджи Аджитсинхджи                                             | 1918 год—1942 год |                                                                   |  |
|                                                              | Джамму и Кашмир                                                  | Махараджа                                                            | Пратап Сингх                                                            | 1885 год—1925 год |                                                                   |  |
|                                                              | Джаора                                                           | Наваб                                                                | Мухаммад Ифтихар Али                                                    | 1895 год—1947 год |                                                                   |  |
|                                                              | Дженкантал                                                       | Махараджа                                                            | Шанкар Пратап Сингх Дев Махендра                                        | 1918 год—1948 год |                                                                   |  |
|                                                              | Джинд                                                            | Махараджа                                                            | Ранбир Сингх                                                            | 1911 год—1947 год |                                                                   |  |
|                                                              | Джхабуа                                                          | Раджа                                                                | Удай Сингх                                                              | 1895 год—1942 год |                                                                   |  |
|                                                              | Джунагадх                                                        | Наваб                                                                | Мохаммад Махабат Ханджи III                                             | 1911 год—1947 год |                                                                   |  |
|                                                              | Джхалавар                                                        | Махараджа                                                            | Бхавани Сингх                                                           | 1899 год—1929 год |                                                                   |  |
|                                                              | Дир                                                              | Наваб                                                                | Аврангзеб Бадшан Хан                                                    | 1904 год—1913 год, 1914 год—1925 год |                                                                   |  |
|                                                              | Дхолпур                                                          | Махараджа рана                                                       | Удайбхану Сингх                                                         | 1911 год—1947 год |                                                                   |  |
|                                                              | Дунгарпур                                                        | Махараджа                                                            | Лакшман Сингх                                                           | 1918 год—1947 год |                                                                   |  |
|                                                              | Дхар                                                             | Раджа                                                                | Удаджи Радж II Павар                                                    | 1898 год—1926 год |                                                                   |  |
|                                                              | Идар                                                             | Махараджа                                                            | Даулат Сингх                                                            | 1911 год—1931 год |                                                                   |  |
|                                                              | Индаур                                                           | Махараджа                                                            | Тукоджи Рао III Холкар XIII                                             | 1903 год—1926 год |                                                                   |  |
|                                                              | Калат                                                            | Хан                                                                  | Махмуд II                                                               | 1893 год—1931 год |                                                                   |  |
|                                                              | Камбей                                                           | наваб                                                                | Низам ад-Даула Наджм                                                    | 1915 год—1948 год |                                                                   |  |
|                                                              | Капуртхала                                                       | Махараджа                                                            | Джагатджит Сингх                                                        | 1911 год—1947 год |                                                                   |  |
|                                                              | Караули                                                          | Махараджа                                                            | Бханвар Пал                                                             | 1886 год—1927 год |                                                                   |  |
|                                                              | Кач                                                              | Махараджа                                                            | Кхенгарджи III                                                          | 1875 год—1942 год |                                                                   |  |
|                                                              | Кишангарх                                                        | Махараджа                                                            | Мадан Сингх                                                             | 1900 год—1926 год |                                                                   |  |
|                                                              | Колхапур                                                         | Махараджа                                                            | Шаху Раджарам II                                                        | 1900 год—1922 год 1922 год—1940 год |                                                                   |  |
|                                                              | Кота                                                             | Махарао                                                              | Умед Сингх II                                                           | 1889 год—1940 год |                                                                   |  |
|                                                              | Кочин                                                            | Махараджа                                                            | Рама Варма XVI                                                          | 1915 год—1932 год |                                                                   |  |
|                                                              | Куч-Бихар                                                        | Махараджа                                                            | Джитендра Нарайян Джагаддипендра Нарайян                                | 1913 год—1922 год 1922 год—1949 год |                                                                   |  |
|                                                              | Лас Бела                                                         | Хан                                                                  | Гулям Мухаммад                                                          | 1921 год—1937 год |                                                                   |  |
|                                                              | Лохару                                                           | Наваб                                                                | Азиз-уд-Дин Ахмад-Хан                                                   | 1920 год—1926 год |                                                                   |  |
|                                                              | Лунавада                                                         | рана                                                                 | Вакхат Сингх                                                            | 1867 год—1929 год |                                                                   |  |
|                                                              | Майсур                                                           | Махараджа                                                            | Кришнараджа Водеяр IV                                                   | 1894 год—1940 год |                                                                   |  |
|                                                              | Макран                                                           | Наваб                                                                | Междуцарствие Азам Джан Балох                                           | 1917 год—1922 год 1922 год—1948 год |                                                                   |  |
|                                                              | Малеркотла                                                       | Наваб                                                                | Ахмад Али Хан                                                           | 1908 год—1947 год |                                                                   |  |
|                                                              | Манди                                                            | Раджа                                                                | Джогиндер Сен                                                           | 1913 год—1948 год |                                                                   |  |
|                                                              | Манипур                                                          | Махараджа                                                            | Чурачандра Сингх                                                        | 1918 год—1941 год |                                                                   |  |
|                                                              | Марвар (Джодхпур)                                                | махараджа                                                            | Умайд Сингх                                                             | 1918 год—1947 год |                                                                   |  |
|                                                              | Мевар (Удайпур)                                                  | Махарана                                                             | Фатех Сингх                                                             | 1884 год—1930 год |                                                                   |  |
|                                                              | Морви                                                            | Тхакур сахиб                                                         | Вагджи II Раваджи Лахдирджи Вагджи                                      | 1870 год—1922 год 1922 год—1926 год |                                                                   |  |
|                                                              | Мудхол                                                           | Раджа                                                                | Малоджирао IV Радж Горпаде                                              | 1900 год—1937 год |                                                                   |  |
|                                                              | Набха                                                            | Махараджа                                                            | Рипудаман Сингх                                                         | 1911 год—1928 год |                                                                   |  |
|                                                              | Наванагар                                                        | Джам сахеб                                                           | Ранджитсинхджи Вибхаджи II                                              | 1907 год—1933 год |                                                                   |  |
|                                                              | Нарсингхгарх                                                     | Раджа                                                                | Арджун Сингх                                                            | 1896 год—1924 год |                                                                   |  |
|                                                              | Орчха                                                            | Махараджа                                                            | Пратап Сингх                                                            | 1874 год—1930 год |                                                                   |  |
|                                                              | Паланпур                                                         | Наваб-сахиб                                                          | Талей Мухаммад Хан                                                      | 1918 год—1947 год |                                                                   |  |
|                                                              | Панна                                                            | Махараджа                                                            | Ядвендра Сингх Джудео                                                   | 1902 год—1947 год |                                                                   |  |
|                                                              | Патиала                                                          | Махараджа                                                            | Бхупиндер Сингх                                                         | 1900 год—1938 год |                                                                   |  |
|                                                              | Порбандар                                                        | Махараджа сахиб                                                      | Натварсинхджи Бхавсинхджи                                               | 1918 год—1948 год |                                                                   |  |
|                                                              | Пратабгарх                                                       | Махарават                                                            | Рагхунат Сингх                                                          | 1890 год—1929 год |                                                                   |  |
|                                                              | Пудуккоттай                                                      | Раджа                                                                | Мартанда Бхайрава Тондаймен                                             | 1886 год—1928 год |                                                                   |  |
|                                                              | Раджгарх                                                         | Раджа                                                                | Бирендра Сингх                                                          | 1916 год—1936 год |                                                                   |  |
|                                                              | Раджпипла                                                        | Махарана                                                             | Виджайсинхджи                                                           | 1915 год—1948 год |                                                                   |  |
|                                                              | Радханпуа                                                        | Наваб                                                                | Мохаммад Джалал ад-Дин Хан                                              | 1910 год—1936 год |                                                                   |  |
|                                                              | Рампур                                                           | наваб                                                                | Хамид Али Хан                                                           | 1889 год—1930 год |                                                                   |  |
|                                                              | Ратлам                                                           | Махараджа                                                            | Саджан Сингх                                                            | 1921 год—1947 год |                                                                   |  |
|                                                              | Рева                                                             | Махараджа                                                            | Гулаб Сингх Джу Део                                                     | 1918 год—1946 год |                                                                   |  |
|                                                              | Савантвади                                                       | Раджа                                                                | Кхем Савант V Бхонсле                                                   | 1913 год—1937 год |                                                                   |  |
|                                                              | Саилана                                                          | Раджа                                                                | Дилип Сингх                                                             | 1919 год—1948 год |                                                                   |  |
|                                                              | Самтхар                                                          | Махараджа                                                            | Бир Сингх                                                               | 1896 год—1935 год |                                                                   |  |
|                                                              | Сангли                                                           | Рао                                                                  | Чинтаман Рао II Дхунди                                                  | 1903 год—1932 год |                                                                   |  |
|                                                              | Сват                                                             | Вали                                                                 | Мьянгул Абдул Вадуд                                                     | 1918 год—1947 год |                                                                   |  |
|                                                              | Сирмур                                                           | Махараджа                                                            | Амар Пракаш                                                             | 1911 год—1933 год |                                                                   |  |
|                                                              | Сирохи                                                           | Махарао                                                              | Сапур Рам Сингх                                                         | 1920 год—1946 год |                                                                   |  |
|                                                              | Ситамау                                                          | Раджа                                                                | Радж Рам Сингх II                                                       | 1900 год—1947 год |                                                                   |  |
|                                                              | Сонепур                                                          | Махараджа                                                            | Митродайя Сингх Део                                                     | 1902 год—1937 год |                                                                   |  |
|                                                              | Сукет                                                            | Раджа                                                                | Лакшман Сен                                                             | 1919 год—1947 год |                                                                   |  |
|                                                              | Тонк                                                             | Наваб                                                                | Мухаммад Ибрагим Али Хан                                                | 1867 год—1930 год |                                                                   |  |
|                                                              | Траванкор                                                        | Махараджа                                                            | Мулам Тхирунал Рама Варма V                                             | 1885 год—1924 год |                                                                   |  |
|                                                              | Трипура                                                          | Махааджа                                                             | Бирендра Кишор Маникья                                                  | 1919 год—1923 год |                                                                   |  |
|                                                              | Фаридкот                                                         | Махараджа                                                            | Хариндер Сингх                                                          | 1918 год—1947 год |                                                                   |  |
|                                                              | Хаирпур                                                          | Мир                                                                  | Али Наваз Хан Талпур                                                    | 1921 год—1935 год |                                                                   |  |
|                                                              | Хайдарабад                                                       | Низам                                                                | Асаф Джах VII                                                           | 1911 год—1948 год |                                                                   |  |
|                                                              | Харан                                                            | Мир                                                                  | Хабибулла                                                               | 1911 год—1948 год |                                                                   |  |
|                                                              | Хиндол                                                           | раджа                                                                | Наба Кишор Чандра                                                       | 1906 год—1948 год |                                                                   |  |
|                                                              | Хунза                                                            | мир                                                                  | Мохаммад Назим Хан                                                      | 1892 год—1938 год |                                                                   |  |
|                                                              | Чамба                                                            | Раджа                                                                | Рам Сингх                                                               | 1919 год—1935 год |                                                                   |  |
|                                                              | Чаркхари                                                         | Махараджа                                                            | Аримардан Сингх                                                         | 1920 год—1941 год |                                                                   |  |
|                                                              | Читрал                                                           | мехтар                                                               | Шуджа уль-Мульк                                                         | 1895 год—1936 год |                                                                   |  |
|                                                              | Чхатарпур                                                        | Махараджа                                                            | Вишванатх Сингх                                                         | 1895 год—1932 год |                                                                   |  |
|                                                              | Шахпура                                                          | Раджа                                                                | Нахар Сингх                                                             | 1870 год—1932 год |                                                                   |  |
|                                                              | Бруней (протекторат Великобритании)                              | Бруней (протекторат Великобритании)                                  | Султан                                                                  | Мухаммад Джамалуль Алам II | 1906 год—1924 год                                                 |  |
|                                                              | Бутан                                                            | Бутан                                                                | Король                                                                  | Угьен Вангчук | 1907 год—1926 год                                                 |  |
|                                                              | Бухарская народная советская республика                          | Бухарская народная советская республика                              | Председатель ЦИК                                                        | Усманходжа́ Пулатходжа́ев Муинджан Аминов Порса Ходжаев                                                                                    | 1921 год—1922 год 1922 год 1922 год—1924 год                      |  |
| Председатель Совета Народных Назиров                         | Бухарская народная советская республика                          | Бухарская народная советская республика                              | Файзулла Ходжаев                                                        | 1920 год—1924 год |                                                                   |  |
|                                                              | Вьетнам (протекторат Франции Аннам)                              | Вьетнам (протекторат Франции Аннам)                                  | Император                                                               | Нгуен Хоанг-тонг | 1916 год—1925 год                                                 |  |
|                                                              | Индонезийские султанаты                                          |                                                                      |                                                                         | |                                                                   |  |
|                                                              |                                                                  |                                                                      |                                                                         | |                                                                   |  |
|                                                              | Бачан (протекторат Нидерландов)                                  | Султан                                                               | Мухаммад Усман                                                          | 1900 год—1935 год |                                                                   |  |
|                                                              | Дели (протекторат Нидерландов)                                   | Султан                                                               | Мамун аль-Рашид Перкаша Алам Шах                                        | 1873 год—1924 год |                                                                   |  |
|                                                              | Джокьякарта (протекторат Нидерландов)                            | Султан                                                               | Хаменгкубувоно VIII                                                     | 1921 год—1939 год |                                                                   |  |
|                                                              | Мангкунегаран (протекторат Нидерландов)                          | султан                                                               | Мангкунегара VII                                                        | 1916 год—1944 год |                                                                   |  |
|                                                              | Понтианак (протекторат Нидерландов)                              | Султан                                                               | Мухаммад Алькадри                                                       | 1895 год—1944 год |                                                                   |  |
|                                                              | Саравак (протекторат Великобритании)                             | Раджа                                                                | Чарльз Вайнер Брук                                                      | 1917 год—1946 год |                                                                   |  |
|                                                              | Сиак (протекторат Нидерландов)                                   | Султан                                                               | Зияриф Касим II                                                         | 1915 год—1949 год |                                                                   |  |
|                                                              | Суракарта (протекторат Нидерландов)                              | Сусухунан                                                            | Пакубовоно X                                                            | 1893 год—1939 год |                                                                   |  |
|                                                              | Ирак (протекторат Великобритании)                                | Ирак (протекторат Великобритании)                                    | Король                                                                  | Фейсал I | 1921 год—1933 год                                                 |  |
| Премьер-министр                                              | Ирак (протекторат Великобритании)                                | Ирак (протекторат Великобритании)                                    | Абдуррахман аль-Хайдари аль-Гайлани Абд аль-Мухсин ас-Саадун            | 1920 год—1922 год 1920 год—1923 год |                                                                   |  |
|                                                              | Иран                                                             | Иран                                                                 | Шах                                                                     | Ахмад-шах | 1909 год—1923 год                                                 |  |
| Премьер-министр                                              | Иран                                                             | Иран                                                                 | Малек Мансур Хасан Пирния Ахмад Кавам                                   | 1921 год—1922 год (1915 год, 1920 год, 1922 год, 1923 год) (1921 год, 1922 год—1923 год, 1942 год—1943 год, 1946 год—1947 год, 1952 год) |                                                                   |  |
|                                                              | Йеменское королевство                                            | Йеменское королевство                                                | Король                                                                  | Яхья бин Мухаммед Хамид-ад-Дин | 1918 год—1948 год                                                 |  |
|                                                              | Йеменские султанаты и шейхства (протекторат Великобритании Аден) |                                                                      |                                                                         | |                                                                   |  |
|                                                              |                                                                  | Алави                                                                | Шейх                                                                    | Абд аль-Наби ибн Али аль-Алави | 1920 год—1925 год                                                 |  |
|                                                              | Акраби                                                           | Шейх                                                                 | Аль-Фадль ибн Абдалла аль-Акраби                                        | 1905 год—1940 год |                                                                   |  |
|                                                              | Аудхали                                                          | султан                                                               | Аль-Касим ибн Хамид                                                     | 1900 год—1928 год |                                                                   |  |
|                                                              | Верхний Аулаки                                                   | Султан                                                               | Салих ибн Абдалла                                                       | 1887 год—1935 год |                                                                   |  |
|                                                              | Верхняя Яфа                                                      | Султан                                                               | Салих II бин Умар аль-Хархара                                           | 1919 год—1927 год |                                                                   |  |
|                                                              | Дали                                                             | Эмир                                                                 | Хайдара бин Насир аль-Амири                                             | 1920 год—1928 год |                                                                   |  |
|                                                              | Касири                                                           | Султан                                                               | Мансур ибн Галиб                                                        | 1880 год—1929 год |                                                                   |  |
|                                                              | Куайти                                                           | Султан                                                               | Галиб I ибн Авад аль-Куайти Умар ибн Авад аль-Куайти                    | 1909 год—1922 год 1922 год—1936 год |                                                                   |  |
|                                                              | Лахедж                                                           | Султан                                                               | Абд аль-Карим II ибн Фадл                                               | 1915 год—1947 год |                                                                   |  |
|                                                              | Мафлахи                                                          | Шейх                                                                 | Аль-Касим ибн Абд аль-Рахман                                            | 1920 год—1967 год |                                                                   |  |
|                                                              | Махра                                                            | Султан                                                               | Абдаллах III бин Иса                                                    | 1907 год—1928 год |                                                                   |  |
|                                                              | Нижний Аулаки                                                    | Султан                                                               | Абу Бакр II ибн Насир аль-Аулаки                                        | 1912 год—1924 год |                                                                   |  |
|                                                              | Нижняя Яфа                                                       | Cултан                                                               | Мухсин II ибн Али аль-Афифи                                             | 1916 год—1925 год |                                                                   |  |
|                                                              | Фадли                                                            | Cултан                                                               | Хусайн I бин Ахмад                                                      | 1907 год—1924 год |                                                                   |  |
|                                                              | Хаушаби                                                          | Cултан                                                               | Али II ибн Мани аль-Хаушаби                                             | 1904 год—1922 год |                                                                   |  |
|                                                              | Шаиб                                                             | Шейх                                                                 | Мутаххар ибн Мани аль-Саклади                                           | 1915 год—1935 год |                                                                   |  |
|                                                              | Камбоджа (протекторат Франции)                                   | Камбоджа (протекторат Франции)                                       | Король                                                                  | Сисоват I | 1904 год—1927 год                                                 |  |
|                                                              | Катар (протекторат Великобритании) (протекторат Франции)         | Катар (протекторат Великобритании) (протекторат Франции)             | Эмир                                                                    | Абдаллах бин Джасим Аль Тани | 1913 год—1949 год                                                 |  |
|                                                              | Китайская Республика                                             | Китайская Республика                                                 | Президент                                                               | Сюй Шичан Чжоу Цзыци (и. о.) Ли Юаньхун                                                                                                  | 1918 год—1922 год 1922 год (1916 год—1917 год, 1922 год—1923 год) |  |
| Премьер-министр                                              | Китайская Республика                                             | Китайская Республика                                                 | Лян Шии Янь Хуэйцин Чжоу Цзыци Ван Чунхуэй Ван Дасе (и. о.) Ван Чжэнтин | 1921 год—1922 год (1921 год, 1922 год, 1924 год, 1926 год) 1922 год (1917 год, 1922 год) 1922 год—1923 год                               |                                                                   |  |
|                                                              | Кувейт (протекторат Великобритании)                              | Кувейт (протекторат Великобритании)                                  | Шейх                                                                    | Ахмед аль-Джабер ас-Сабах (Ахмед I) | 1921 год—1950 год                                                 |  |
|                                                              | Луангпхабанг (протекторат Франции)                               | Луангпхабанг (протекторат Франции)                                   | Король                                                                  | Сисаванг Вонг | 1904 год—1945 год                                                 |  |
|                                                              | Малайские султанаты                                              |                                                                      |                                                                         | |                                                                   |  |
|                                                              |                                                                  | Джохор                                                               | Султан                                                                  | Ибрагим аль Масихур | 1895 год—1957 год                                                 |  |
|                                                              | Кедах (протекторат Великобритании)                               | Cултан                                                               | Абдул Хамид Халим                                                       | 1881 год—1943 год |                                                                   |  |
|                                                              | Келантан (протекторат Великобритании)                            | Султан                                                               | Исмаил ибн Альмархум                                                    | 1920 год—1944 год |                                                                   |  |
|                                                              | Негери-Сембилан (протекторат Великобритании)                     | Ямтуан бесар                                                         | Мухаммад                                                                | 1888 год—1933 год |                                                                   |  |
|                                                              | Паханг (протекторат Великобритании)                              | Султан                                                               | Абдулла I аль-Мутасим Биллах Шах                                        | 1917 год—1932 год |                                                                   |  |
|                                                              | Перак (протекторат Великобритании)                               | Султан                                                               | Искандар-шах                                                            | 1918 год—1938 год |                                                                   |  |
|                                                              | Перлис (протекторат Великобритании)                              | Раджа                                                                | Алва                                                                    | 1905 год—1943 год |                                                                   |  |
|                                                              | Селангор (протекторат Великобритании)                            | Султан                                                               | Алааддин Сулейман                                                       | 1898 год—1938 год |                                                                   |  |
|                                                              | Тренгану (протекторат Великобритании)                            | Султан                                                               | Сулайман Бадрул Алам Шах                                                | 1920 год—1942 год |                                                                   |  |
|                                                              | Мальдивы (протекторат Великобритании)                            | Мальдивы (протекторат Великобритании)                                | султан                                                                  | Мухаммад Шамсуддин III | 1893 год, 1902 год—1934 год                                       |  |
|                                                              | Монголия                                                         | Монголия                                                             | Богдо-хан                                                               | Богдо-гэгэн VIII | 1911 год—1924 год                                                 |  |
| Лидер народной революции                                     | Монголия                                                         | Монголия                                                             | Сухэ-Батор                                                              | 1921 год—1923 год |                                                                   |  |
| Премьер-министр                                              | Монголия                                                         | Монголия                                                             | Догсомын Бодоо Содномын Дамдинбазар                                     | 1921 год—1922 год (1921 год, 1922 год—1923 год)                                                                                          |                                                                   |  |
|                                                              | Неджд                                                            | Неджд                                                                | Султан                                                                  | Абдул-Азиз Аль Сауд | 1921 год—1926 год                                                 |  |
|                                                              | Непал                                                            | Непал                                                                | Король                                                                  | Трибхуван | 1911 год—1955 год                                                 |  |
| Премьер-министр                                              | Непал                                                            | Непал                                                                | Чандра Шамшер Рана                                                      | 1901 год—1929 год |                                                                   |  |
|                                                              | Оман (протекторат Великобритании)                                | Оман (протекторат Великобритании)                                    | Султан                                                                  | Теймур бин Фейсал | 1913 год—1932 год                                                 |  |
|                                                              | Османская империя                                                | Османская империя                                                    | Султан                                                                  | Мехмед VI | 1918 год—1922 год                                                 |  |
| Халиф                                                        | Османская империя                                                | Османская империя                                                    | Абдул-Меджид II                                                         | 1922 год—1924 год |                                                                   |  |
| Великое национальное собрание Турции                         | Великое национальное собрание Турции                             | Председатель Великого Национального Собрания Турции                  | Мустафа Кемаль                                                          | 1920 год—1923 год |                                                                   |  |
| Великое национальное собрание Турции                         | Великое национальное собрание Турции                             | Премьер-министр правительства Великого Национального Собрания Турции | Мустафа Февзи Чакмак Хюсейн Рауф Орбай                                  | 1921 год—1922 год 1922 год—1923 год |                                                                   |  |
|                                                              | Сиам (Раттанакосин)                                              | Сиам (Раттанакосин)                                                  | Король                                                                  | Рама VI (Вачиравуд) | 1910 год—1925 год                                                 |  |
|                                                              | Сикким (протекторат Великобритании)                              | Сикким (протекторат Великобритании)                                  | Чогьял                                                                  | Таши Намгьял | 1914 год—1963 год                                                 |  |
|                                                              | Танну́-Ту́ва                                                       | Танну́-Ту́ва                                                           | Председатель Главного Центрального Совета                               | Соднам Балчыр | 1921 год—1922 год                                                 |  |
| Председатель Совета министров                                | Танну́-Ту́ва                                                       | Танну́-Ту́ва                                                           | Монгуш Буян-Бадыргы, Монгуш Лопсан-Осур Маады Идам Сюрюн                | (1921 год—1922 год, 1923 год—1924 год) 1922 год 1922 год—1923 год                                                                        |                                                                   |  |
| Генеральный секретарь Тувинской народно-революционной партии | Танну́-Ту́ва                                                       | Танну́-Ту́ва                                                           | Намачын                                                                 | 1921 год—1923 год |                                                                   |  |
|                                                              | Тибет (протекторат Китайской Республики)                         | Тибет (протекторат Китайской Республики)                             | далай-лама                                                              | Тхуптэн Гьяцо (Далай-лама XIII) | 1879 год—1933 год                                                 |  |
|                                                              | Трансиордания (протекторат Великобритании)                       | Трансиордания (протекторат Великобритании)                           | Эмир                                                                    | Абдалла ибн Хусейн | 1921 год—1946 год                                                 |  |
| Премьер-министр                                              | Трансиордания (протекторат Великобритании)                       | Трансиордания (протекторат Великобритании)                           | Раслан Мазхар Али Рида Баша ар-Рикаби                                   | (1921 год—1922 год, 1923 год) (1922 год—1923 год, 1924 год—1926 год)                                                                     |                                                                   |  |
|                                                              | Хорезмская Социалистическая Советская Республика                 | Хорезмская Социалистическая Советская Республика                     | Председатель Президиума Центрального Исполнительного Комитета           | Янгибай Мурадов Абдулла Ходжаев Атаджан Сафаев                                                                                           | 1921 год—1922 год 1922 год 1922 год—1924 год                      |  |
| Председатель Совета Народных Назиров                         | Хорезмская Социалистическая Советская Республика                 | Хорезмская Социалистическая Советская Республика                     | Абдулла Ходжаев Бабаджан Атаджанов                                      | 1921 год—1922 год 1922 год—1923 год |                                                                   |  |
|                                                              | Хиджаз                                                           | Хиджаз                                                               | Король                                                                  | Хусейн ибн Али аль-Хашими | 1916 год—1924 год                                                 |  |
|                                                              | Япония                                                           | Япония                                                               | Император                                                               | Ёсихито (император Тайсё) | 1912 год—1926 год                                                 |  |
| Премьер-министр                                              | Япония                                                           | Япония                                                               | Корэкиё Такахаси Томосабуро Като                                        | (1921 год—1922 год, 1932 год) 1922 год—1923 год                                                                                          |                                                                   |  |

## Африка
| Флаг                                                                               | Страна                                 | Страна                                 | Должность                                                          | Имя | Начало и конец срока                | Фото |
| ---------------------------------------------------------------------------------- | -------------------------------------- | -------------------------------------- | ------------------------------------------------------------------ | --- | ----------------------------------- | ---- |
|                                                                                    | Аусса                                  | Аусса                                  | султан                                                             | Яйо ибн Мухаммад | 1902 год—1927 год                   |      |
|                                                                                    | Буганда (протекторат Великобритании)   | Буганда (протекторат Великобритании)   | кабака                                                             | Дауди Чва II | 1897 год—1939 год                   |      |
|                                                                                    | Бурунди (протекторат Бельгии)          | Бурунди (протекторат Бельгии)          | Мвами (король)                                                     | Мвамбутса IV | 1915 год—1966 год                   |      |
|                                                                                    | Джимма                                 | Джимма                                 | король                                                             | Абба Джифар II | 1878 год—1932 год                   |      |
|                                                                                    | Египет                                 | Египет                                 | Король                                                             | Фуад I | 1922 год—1936 год                   |      |
| Премьер-министр                                                                    | Египет                                 | Египет                                 | Адли Якан-паша Абдель Халик Сарват-паша Мухаммед Тауфик Назим-паша | (1921 год—1922 год, 1926 год—1927 год, 1929 год—1930 год) (1922 год, 1927 год—1928 год) (1920 год—1921 год, 1922 год—1923 год, 1934 год—1936 год) |                                     |      |
|                                                                                    | Занзибар (протекторат Великобритании)  | Занзибар (протекторат Великобритании)  | Султан                                                             | Халифа ибн Харуб | 1911 год—1960 год                   |      |
|                                                                                    | Либерия                                | Либерия                                | Президент                                                          | Чарльз Данбэр Кинг | 1920 год—1930 год                   |      |
|                                                                                    | Маджиртин (протекторат Италии)         | Маджиртин (протекторат Италии)         | султан                                                             | Кисмаан II Осман Махмуд | 1860 год—1927 год                   |      |
|                                                                                    | Марокко (протекторат Франции)          | Марокко (протекторат Франции)          | Султан                                                             | Мулай Юсуф | 1912 год—1927 год                   |      |
|                                                                                    | Рифская республика                     | Рифская республика                     | Президент (эмир)                                                   | Абд аль-Крим | 1921 год—1926 год                   |      |
|                                                                                    | Руанда (протекторат Бельгии)           | Руанда (протекторат Бельгии)           | мвами                                                              | Юхи V | 1896 год—1931 год                   |      |
|                                                                                    | Салум (протекторат Франции)            | Салум (протекторат Франции)            | маад                                                               | Маава Сему Диуф | 1919 год—1935 год                   |      |
|                                                                                    | Свазиленд (протекторат Великобритании) | Свазиленд (протекторат Великобритании) | нгвеньяма (король)                                                 | Собуза II | 1899 год—1982 год                   |      |
|                                                                                    | Триполитанская республика              | Триполитанская республика              | Председатель Республиканского совета                               | Ахмад Тахир аль-Мурайид | 1918 год—1922 год                   |      |
| В 1922 году упразднена, территория вошла в состав колонии Итальянская Триполитания | Триполитанская республика              | Триполитанская республика              |                                                                    | |                                     |      |
|                                                                                    | Тунис (протекторат Франции)            | Тунис (протекторат Франции)            | Бей                                                                | Мухаммад V ан-Насир Мухаммад VI аль-Хабиб | 1906 год—1922 год 1922 год—1929 год |      |
|                                                                                    | Эфиопия                                | Эфиопия                                | Императрица                                                        | Заудиту | 1916 год—1930 год                   |      |
| Премьер-министр                                                                    | Эфиопия                                | Эфиопия                                | Хабте Гиоргис Динагде                                              | 1909 год—1927 год |                                     |      |
|                                                                                    | Южно-Африканский Союз                  | Южно-Африканский Союз                  | Король                                                             | Георг VI | 1910 год—1936 год                   |      |
| Генерал-губернатор                                                                 | Южно-Африканский Союз                  | Южно-Африканский Союз                  | Артур Коннаутский                                                  | 1920 год—1924 год |                                     |      |
| Премьер-министр                                                                    | Южно-Африканский Союз                  | Южно-Африканский Союз                  | Ян Смэтс                                                           | 1919 год—1924 год, 1939 год—1948 год |                                     |      |

## Европа
| Флаг | Страна                                                          | Страна                                                          | Должность | Имя | Начало и конец срока                                                                                              | Фото |
| --- | --------------------------------------------------------------- | --------------------------------------------------------------- | --- | --- | --- | ---- |
| | Азербайджанская Советская Социалистическая Республика           | Азербайджанская Советская Социалистическая Республика           | Председатель ЦИК | Мухтар Гаджиев Самед Ага Агамалы оглы | 1921 год—1922 год 1922 год—1929 год                                                                               |      |
| Председатель Совета Народных Комиссаров                                                                                             | Азербайджанская Советская Социалистическая Республика           | Азербайджанская Советская Социалистическая Республика           | Нариман Нариманов Газанфар Махмуд оглы Мусабеков                                                                                            | 1920 год—1922 год 1922 год—1930 год | |      |
| Председатель Президиума ЦК Азербайджанской Коммунистической партии                                                                  | Азербайджанская Советская Социалистическая Республика           | Азербайджанская Советская Социалистическая Республика           | Сергей Киров | 1921 год—1926 год | |      |
| В 1922 году вошла в Закавказскую Социалистическую Федеративную Советскую Республику                                                 | Азербайджанская Советская Социалистическая Республика           | Азербайджанская Советская Социалистическая Республика           | | | |      |
| | Албания                                                         | Албания                                                         | Премьер-министр | Джафер Юпи Ахмет Зогу | 1921 год—1922 год (1922 год—1924 год, 1925 год)                                                                   |      |
| Флаг Андорры | Андорра                                                         | Андорра                                                         | Соправители | Александр Мильеран, Президент Франции | 1920 год—1924 год                                                                                                 |      |
| Флаг Андорры | Андорра                                                         | Андорра                                                         | Соправители | Хусти Гвитарт-и-Вилардево, Епископ Урхельский | 1920 год—1940 год                                                                                                 |      |
| | Социалистическая Советская Республика Армения                   | Социалистическая Советская Республика Армения                   | Председатель ЦИК | Саркис Амбарцумян | 1922 год—1925 год                                                                                                 |      |
| Председатель Совета народных комиссаров и                                                                                           | Социалистическая Советская Республика Армения                   | Социалистическая Советская Республика Армения                   | Александр Мясников Сергей Лукашин | 1921 год—1922 год 1922 год—1925 год | |      |
| Первый секретарь ЦК Коммунистической партии Армении                                                                                 | Социалистическая Советская Республика Армения                   | Социалистическая Советская Республика Армения                   | Сергей Лукашин Ашот Иоаннисян | 1921 год—1922 год 1922 год—1927 год | |      |
| В 1922 году вошла в Закавказскую Социалистическую Федеративную Советскую Республику                                                 | Социалистическая Советская Республика Армения                   | Социалистическая Советская Республика Армения                   | | | |      |
| | Социалистическая Советская Республика Белоруссия                | Социалистическая Советская Республика Белоруссия                | Председатель ЦИК | Александр Червяков | 1920 год—1937 год                                                                                                 |      |
| Председатель Совета народных комиссаров                                                                                             | Социалистическая Советская Республика Белоруссия                | Социалистическая Советская Республика Белоруссия                | Александр Червяков | 1920 год—1924 год | |      |
| Секретарь ЦК Коммунистической партии Белоруссии                                                                                     | Социалистическая Советская Республика Белоруссия                | Социалистическая Советская Республика Белоруссия                | Вильгельм Кнорин Вацлав Богуцкий | 1920 год—1922 год 1922 год—1924 год | |      |
| В 1922 году вошла в Союз Советских Социалистических Республик                                                                       | Социалистическая Советская Республика Белоруссия                | Социалистическая Советская Республика Белоруссия                | | | |      |
| Флаг Бельгии | Бельгия                                                         | Бельгия                                                         | Король | Альберт I | 1909 год—1934 год                                                                                                 |      |
| Флаг Бельгии | Бельгия                                                         | Бельгия                                                         | Премьер-министр | Жорж Тёнис | 1921 год—1925 год, 1934 год—1935 год                                                                              |      |
| | Болгария                                                        | Болгария                                                        | Царь | Борис III | 1918 год—1943 год                                                                                                 |      |
| Премьер-министр | Болгария                                                        | Болгария                                                        | Александр Стамболийский | 1919 год—1923 год | |      |
| | Великобритания и Ирландия                                       | Великобритания и Ирландия                                       | Король | Георг V | 1910 год—1936 год                                                                                                 |      |
| Премьер-министр | Великобритания и Ирландия                                       | Великобритания и Ирландия                                       | Дэвид Ллойд Джордж Эндрю Бонар Лоу | 1916 год—1922 год 1922 год—1923 год | |      |
| | Венгрия                                                         | Венгрия                                                         | Регент | Миклош Хорти | 1920 год—1944 год                                                                                                 |      |
| Премьер-министр | Венгрия                                                         | Венгрия                                                         | Иштван Бетлен | 1921 год—1931 год | |      |
| Флаг Австрии | Германская Австрия                                              | Германская Австрия                                              | Федеральный президент | Михаэль Хайниш | 1920 год—1928 год                                                                                                 |      |
| Флаг Австрии | Германская Австрия                                              | Германская Австрия                                              | Федеральный канцлер | Йохан Шобер Вальтер Брайски Игнац Зейпель | (1921 год—1922 год, 1922 год, 1929 год—1930 год) 1922 год (1922 год—1924 год, 1926 год—1929 год)                  |      |
| | Германское государство (Веймарская республика)                  | Германское государство (Веймарская республика)                  | Рейхспрезидент | Фридрих Эберт | 1919 год—1925 год                                                                                                 |      |
| Рейхсканцлер | Германское государство (Веймарская республика)                  | Германское государство (Веймарская республика)                  | Йозеф Вирт Вильгельм Куно | 1921 год—1922 год 1922 год—1923 год | |      |
| | Греция                                                          | Греция                                                          | Король | Константин I Георг II | (1913 год—1917 год, 1920 год—1922 год) (1922 год—1924 год, 1935 год—1947 год)                                     |      |
| Премьер-министр | Греция                                                          | Греция                                                          | Димитриос Гунарис Николаос Стратос Петрос Протопападакис Николаос Триандафиллакос Анастасиос Хараламбис Сотириос Крокидас Стилианос Гонатас | (1915 год, 1921 год—1922 год) 1922 год 1922 год—1924 год                                                                                                   | |      |
| | Социалистическая Советская Республика Грузия                    | Социалистическая Советская Республика Грузия                    | Председатель революционного комитета | Буду Мдивани | 1921 год—1922 год                                                                                                 |      |
| Председатель ЦИК | Социалистическая Советская Республика Грузия                    | Социалистическая Советская Республика Грузия                    | Филипп Махарадзе Иван Стуруа | 1922 год 1922 год—1923 год | |      |
| Председатель Совета Народных Комиссаров Грузинской ССР                                                                              | Социалистическая Советская Республика Грузия                    | Социалистическая Советская Республика Грузия                    | Буду Мдивани Сергей Кавтарадзе | 1922 год 1922 год—1923 год | |      |
| Ответственный Секретарь ЦК Коммунистической партии Грузии                                                                           | Социалистическая Советская Республика Грузия                    | Социалистическая Советская Республика Грузия                    | Иван Орахелашвили Михаил Окуджава Виссарион Ломинадзе                                                                                       | 1921 год—1922 год 1922 год 1922 год—1924 год | |      |
| В 1922 году вошла в Закавказскую Социалистическую Федеративную Советскую Республику                                                 | Социалистическая Советская Республика Грузия                    | Социалистическая Советская Республика Грузия                    | | | |      |
| | Дальневосточная республика                                      | Дальневосточная республика                                      | Председатель Правительства | Николай Матвеев | 1921 год—1922 год                                                                                                 |      |
| Председатель Совета министров | Дальневосточная республика                                      | Дальневосточная республика                                      | Пётр Никифоров Пётр Кобозев | 1921 год—1922 год 1922 год | |      |
| В 1922 году вошла в Российскую Социалистическую Федеративную Советскую Республику                                                   | Дальневосточная республика                                      | Дальневосточная республика                                      | | | |      |
| Флаг Дании | Дания                                                           | Дания                                                           | Король | Кристиан X | 1912 год—1947 год                                                                                                 |      |
| Флаг Дании | Дания                                                           | Дания                                                           | Премьер-министр | Нильс Томасиус Неергорд | 1920 год—1924 год                                                                                                 |      |
| | Закавказская Социалистическая Федеративная Советская Республика | Закавказская Социалистическая Федеративная Советская Республика | Председатель Совета Народных Комиссаров | Иван Орахелашвили | 1922 год—1927 год                                                                                                 |      |
| Ответственный Секретарь ЦК Коммунистической партии Грузии                                                                           | Закавказская Социалистическая Федеративная Советская Республика | Закавказская Социалистическая Федеративная Советская Республика | Серго Орджоникидзе | 1922 год—1926 год | |      |
| В 1922 году вошла в Союз Советских Социалистических Республик                                                                       | Закавказская Социалистическая Федеративная Советская Республика | Закавказская Социалистическая Федеративная Советская Республика | | | |      |
| | Ирландская Республика                                           | Ирландская Республика                                           | Президент | Имон де Валера Артур Гриффит Уильям Томас Косгрейв | 1919 год—1922 год 1922 год 1922 год                                                                               |      |
| В 1922 году самопровозглашенная Ирландская Республика прекратила существование, образован доминион Ирландское Свободное государство | Ирландская Республика                                           | Ирландская Республика                                           | | | |      |
| Ирландское Свободное государство (доминион Великобритании)                                                                          | Ирландское Свободное государство (доминион Великобритании)      | Король                                                          | Георг V | 1922 год—1936 год | |      |
| Ирландское Свободное государство (доминион Великобритании)                                                                          | Ирландское Свободное государство (доминион Великобритании)      | Генерал-губернатор                                              | Тимоти Хили | 1922 год—1928 год | |      |
| Ирландское Свободное государство (доминион Великобритании)                                                                          | Ирландское Свободное государство (доминион Великобритании)      | Председатель исполнительного совета                             | Уильям Томас Косгрейв | 1922 год—1932 год | |      |
| | Исландия                                                        | Исландия                                                        | Король | Кристиан X | 1918 год—1944 год                                                                                                 |      |
| Премьер-министр | Исландия                                                        | Исландия                                                        | Йоун Магнуссон Сигюрдюр Эггерс | (1918 год—1922 год, 1924 год—1926 год) 1922 год—1924 год                                                                                                   | |      |
| | Испания                                                         | Испания                                                         | Король | Альфонсо XIII | 1886 год—1931 год                                                                                                 |      |
| Премьер-министр | Испания                                                         | Испания                                                         | Антонио Маура Хосе Санчес-Гуэрра-и-Мартинес Мануэль Гарсия Прието                                                                           | (1903 год—1904 год, 1907 год—1909 год, 1918 год, 1919 год, 1921 год—1922 год) 1922 год (1917 год, 1917 год—1918 год, 1918 год, 1922 год—1923 год)          | |      |
| | Италия                                                          | Италия                                                          | Король | Виктор Эммануил III | 1900 год—1946 год                                                                                                 |      |
| Премьер-министр | Италия                                                          | Италия                                                          | Иваноэ Бономи Луиджи Факта Бенито Муссолини                                                                                                 | (1921 год—1922 год, 1944 год—1945 год) 1922 год 1922 год—1943 год                                                                                          | |      |
| | Латвия                                                          | Латвия                                                          | Председатель Учредительного собрания | Янис Чаксте | 1920 год—1922 год                                                                                                 |      |
| Президент | Латвия                                                          | Латвия                                                          | Янис Чаксте | 1922 год—1927 год | |      |
| Премьер-министр | Латвия                                                          | Латвия                                                          | Зигфрид Мейеровиц | 1921 год—1923 год, 1923 год—1924 год | |      |
| | Литва                                                           | Литва                                                           | Президент | Александрас Стульгинскис | 1920 год—1926 год                                                                                                 |      |
| Премьер-министр | Литва                                                           | Литва                                                           | Казис Гринюс Эрнестас Галванаускас | 1920 год—1922 год (1919 год—1920 год, 1922 год—1924 год)                                                                                                   | |      |
| | Лихтенштейн                                                     | Лихтенштейн                                                     | Князь | Иоганн II | 1858 год—1929 год                                                                                                 |      |
| Премьер-министр | Лихтенштейн                                                     | Лихтенштейн                                                     | Йозеф Оспельт Альфонс Фегер (и. о.) Феликс Губельман (и. о.) Густав Шедлер                                                                  | 1921 год—1922 год 1922 год 1922 год 1922 год—1928 год | |      |
| Флаг Люксембурга | Люксембург                                                      | Люксембург                                                      | Великая герцогиня | Шарлотта | 1919 год—1964 год                                                                                                 |      |
| Флаг Люксембурга | Люксембург                                                      | Люксембург                                                      | Премьер-министр | Эмиль Ройтер | 1918 год—1925 год                                                                                                 |      |
| Флаг Монако | Монако                                                          | Монако                                                          | Князь | Альбер I Луи II | 1889 год—1922 год 1922 год—1949 год                                                                               |      |
| Флаг Монако | Монако                                                          | Монако                                                          | Премьер-министр | Раймон Ле Бурдон | 1919 год—1923 год                                                                                                 |      |
| Флаг Нидерландов | Нидерланды                                                      | Нидерланды                                                      | Королева | Вильгельмина | 1890 год—1948 год                                                                                                 |      |
| Флаг Нидерландов | Нидерланды                                                      | Нидерланды                                                      | Премьер-министр | Шарль Рёйс де Беренбрук | 1918 год—1925 год, 1929 год—1933 год                                                                              |      |
| Флаг Норвегии | Норвегия                                                        | Норвегия                                                        | Король | Хокон VII | 1905 год—1957 год                                                                                                 |      |
| Флаг Норвегии | Норвегия                                                        | Норвегия                                                        | Премьер-министр | Отто Блер | 1921 год—1923 год                                                                                                 |      |
| Флаг Польши | Польша                                                          | Польша                                                          | Начальник государства | Юзеф Пилсудский | 1918 год—1922 год                                                                                                 |      |
| Флаг Польши | Польша                                                          | Польша                                                          | Президент | Габриэль Нарутович Мацей Ратай (и. о.) Станислав Войцеховский                                                                                              | 1922 год (1922 год, 1926 год) 1922 год—1926 год                                                                   |      |
| Флаг Польши | Польша                                                          | Польша                                                          | Премьер-министр | Антоний Пониковский Артур Сливиньский Юлиан Новак Владислав Сикорский                                                                                      | 1921 год—1922 год 1922 год 1922 год—1923 год                                                                      |      |
| | Португалия                                                      | Португалия                                                      | Президент | Антониу Жозе де Алмейда | 1919 год—1923 год                                                                                                 |      |
| Премьер-министр | Португалия                                                      | Португалия                                                      | Франсишку да Кунья Леал Антониу Мария да Силва                                                                                              | 1921 год—1922 год (1920 год, 1922 год—1923 год, 1925 год, 1925 год—1926 год)                                                                               | |      |
| | Российская Социалистическая Федеративная Советская Республика   | Российская Социалистическая Федеративная Советская Республика   | Председатель ВЦИК | Михаил Калинин | 1919 год—1938 год                                                                                                 |      |
| Председатель Совета народных комиссаров                                                                                             | Российская Социалистическая Федеративная Советская Республика   | Российская Социалистическая Федеративная Советская Республика   | Владимир Ленин | 1917 год—1924 год | |      |
| В 1922 году вошла в Союз Советских Социалистических Республик                                                                       | Российская Социалистическая Федеративная Советская Республика   | Российская Социалистическая Федеративная Советская Республика   | | | |      |
| | Румыния                                                         | Румыния                                                         | Король | Фердинанд I | 1914 год—1927 год                                                                                                 |      |
| Премьер-министр | Румыния                                                         | Румыния                                                         | Таке Ионеску Ионел Брэтиану | 1921 год—1922 год (1909 год—1911 год, 1914 год—1918 год, 1918 год—1919 год, 1922 год—1926 год, 1927 год)                                                   | |      |
| Флаг Сан-Марино | Сан-Марино                                                      | Сан-Марино                                                      | Капитаны-регенты | Эджисто Морри и Джузеппе Ланчи Эудженио Реффи и Джузеппе Ардзилли Онофрио Фаттори и Джузеппе Бальдуччи                                                     | 1921 год—1922 год 1922 год 1922 год—1923 год                                                                      |      |
| | Святой Престол                                                  | Святой Престол                                                  | Папа | Бенедикт XV Пий XI | 1914 год—1922 год 1922 год—1939 год                                                                               |      |
| | Королевство сербов, хорватов и словенцев                        | Королевство сербов, хорватов и словенцев                        | Король | Александр I Карагеоргиевич | 1921 год—1934 год                                                                                                 |      |
| Премьер-министр | Королевство сербов, хорватов и словенцев                        | Королевство сербов, хорватов и словенцев                        | Никола Пашич | 1918 год, 1921 год—1924 год, 1924 год—1926 год | |      |
| | Союз Советских Социалистических Республик                       | Союз Советских Социалистических Республик                       | Председатели ВЦИК | Михаил Калинин (от РСФСР) | 1922 год—1938 год                                                                                                 |      |
| Григорий Петровский (от Украинской ССР)                                                                                             | Союз Советских Социалистических Республик                       | Союз Советских Социалистических Республик                       | Председатели ВЦИК | 1922 год—1938 год | |      |
| Александр Червяков (от Белорусской ССР)                                                                                             | Союз Советских Социалистических Республик                       | Союз Советских Социалистических Республик                       | Председатели ВЦИК | 1922 год—1937 год | |      |
| Нариман Нариманов (от Закавказской СФСР)                                                                                            | Союз Советских Социалистических Республик                       | Союз Советских Социалистических Республик                       | Председатели ВЦИК | 1922 год—1925 год | |      |
| Генеральный секретарь ЦК РКП(б) | Союз Советских Социалистических Республик                       | Союз Советских Социалистических Республик                       | Иосиф Сталин | 1922 год—1925 год | |      |
| | Украинская Советская Социалистическая Республика                | Украинская Советская Социалистическая Республика                | Председатель ЦИК | Григорий Петровский | 1920 год—1938 год                                                                                                 |      |
| Председатель Совета Народных Комиссаров                                                                                             | Украинская Советская Социалистическая Республика                | Украинская Советская Социалистическая Республика                | Христиан Раковский | 1920 год—1923 год | |      |
| Секретарь ЦК Коммунистической партии Украины                                                                                        | Украинская Советская Социалистическая Республика                | Украинская Советская Социалистическая Республика                | Дмитрий Мануильский | 1921 год—1923 год | |      |
| В 1922 году вошла в Союз Советских Социалистических Республик                                                                       | Украинская Советская Социалистическая Республика                | Украинская Советская Социалистическая Республика                | | | |      |
| | Финляндия                                                       | Финляндия                                                       | Президент | Каарло Юхо Стольберг | 1919 год—1925 год                                                                                                 |      |
| Премьер-министр | Финляндия                                                       | Финляндия                                                       | Юхо Веннола Аймо Каяндер Кюёсти Каллио | (1919 год—1920 год, 1921 год—1922 год) (1922 год, 1924 год 1937 год—1939 год) (1922 год—1924 год, 1925 год—1926 год, 1929 год—1930 год, 1936 год—1937 год) | |      |
| | Франция                                                         | Франция                                                         | Президент | Александр Мильеран | 1920 год—1924 год                                                                                                 |      |
| Премьер-министр | Франция                                                         | Франция                                                         | Аристид Бриан Раймон Пуанкаре | (1909 год—1911 год, 1913 год, 1915 год—1917 год, 1921 год—1922 год, 1925 год—1926 год, 1929 год) (1912 год—1913 год, 1922 год—1924 год, 1926 год—1929 год) | |      |
| | Чехословакия                                                    | Чехословакия                                                    | Президент | Томаш Масарик | 1918 год—1935 год                                                                                                 |      |
| Премьер-министр | Чехословакия                                                    | Чехословакия                                                    | Эдвард Бенеш Антонин Швегла | 1921 год—1922 год (1922 год—1926 год, 1926 год—1929 год)                                                                                                   | |      |
| Флаг Швейцарии | Швейцария                                                       | Швейцария                                                       | Президент | Роберт Хааб | 1922 год, 1929 год                                                                                                |      |
| | Швеция                                                          | Швеция                                                          | Король | Густав V | 1907 год—1950 год                                                                                                 |      |
| Премьер-министр | Швеция                                                          | Швеция                                                          | Карл Брантинг | 1920 год, 1921 год—1923 год, 1924 год—1925 год | |      |
| | Эстонская Республика                                            | Эстонская Республика                                            | Государственный старейшина | Константин Пятс Юхан Кукк | (1921 год—1922 год, 1923 год—1924 год, 1931 год—1932 год, 1932 год—1933 год, 1933 год—1934 год) 1922 год—1923 год |      |

## Океания
| Флаг                | Страна                             | Должность          | Имя                   | Начало и конец срока | Фото |
| ------------------- | ---------------------------------- | ------------------ | --------------------- | -------------------- | ---- |
|                     | Австралия                          | Король             | Георг V               | 1910 год—1936 год    |      |
| Генерал-губернатор  | Австралия                          | Генри Форстер      | 1920 год—1925 год     |                      |      |
| Премьер-министр     | Австралия                          | Уильям Моррис Хьюз | 1915 год—1923 год     |                      |      |
| Флаг Новой Зеландии | Новая Зеландия                     | Король             | Георг V               | 1910 год—1936 год    |      |
| Флаг Новой Зеландии | Новая Зеландия                     | Генерал-губернатор | Джон Рашуорт Джеллико | 1920 год—1924 год    |      |
| Флаг Новой Зеландии | Новая Зеландия                     | Премьер-министр    | Уильям Мэсси          | 1912 год—1925 год    |      |
| Флаг Тонги          | Тонга (протекторат Великобритании) | Королева           | Салоте Тупоу III      | 1918 год—1965 год    |      |
| Флаг Тонги          | Тонга (протекторат Великобритании) | Премьер            | Тевита Туʻивакано     | 1912 год—1923 год    |      |

## Северная и Центральная Америка
| Флаг                          | Страна                    | Должность           | Имя                                                     | Начало и конец срока                                    | Фото |
| ----------------------------- | ------------------------- | ------------------- | ------------------------------------------------------- | ------------------------------------------------------- | ---- |
|                               | Гаити                     | Президент           | Филипп Сюдре Дартигенав Луи Борно                       | 1915 год—1922 год 1922 год—1930 год                     |      |
| Флаг Гватемалы                | Гватемала                 | Президент           | Хосе Мария Орельяна Пинто                               | 1921 год—1926 год                                       |      |
| Флаг Гондураса                | Гондурас                  | Президент           | Рафаэль Лопес Гутьеррес                                 | 1920 год—1924 год                                       |      |
| Флаг Доминиканской Республики | Доминиканская Республика  | Президент           | Хуан Баутиста Висини Бургос                             | 1922 год—1924 год                                       |      |
|                               | Канада                    | Король              | Георг V                                                 | 1910 год—1936 год                                       |      |
| Генерал-губернатор            | Канада                    | Джулиан Бинг        | 1921 год—1926 год                                       |                                                         |      |
| Премьер-министр               | Канада                    | Уильям Макензи Кинг | 1921 год—1926 год, 1926 год—1930 год, 1935 год—1948 год |                                                         |      |
|                               | Коста-Рика                | Президент           | Хулио Акоста Гарсиа                                     | 1920 год—1924 год                                       |      |
|                               | Куба                      | Президент           | Альфредо Сайас-и-Альфонсо                               | 1921 год—1925 год                                       |      |
|                               | Мексика                   | Президент           | Альваро Обрегон                                         | 1920 год—1924 год                                       |      |
|                               | Никарагуа                 | Президент           | Диего Мануэль Чаморро Боланьос                          | 1921 год—1923 год                                       |      |
|                               | Панама                    | Президент           | Белисарио Поррас                                        | 1912 год—1916 год, 1918 год—1920 год, 1920 год—1924 год |      |
| Флаг Сальвадора               | Сальвадор                 | Президент           | Хорхе Мелендес                                          | 1919 год—1923 год                                       |      |
|                               | Соединённые Штаты Америки | Президент           | Уоррен Гардинг                                          | 1921 год—1923 год                                       |      |

## Южная Америка
| Флаг           | Страна    | Должность | Имя                                                     | Начало и конец срока                                                       | Фото |
| -------------- | --------- | --------- | ------------------------------------------------------- | -------------------------------------------------------------------------- | ---- |
| Флаг Аргентины | Аргентина | Президент | Иполито Иригойен Марсело Торкуато де Альвеар            | (1916 год—1922 год, 1928 год—1930 год) 1922 год—1928 год                   |      |
| Флаг Боливии   | Боливия   | Президент | Роза Баутиста Саавеедра                                 | 1921 год—1925 год                                                          |      |
|                | Бразилия  | Президент | Эпитасиу Песоа Артур Бернардис                          | 1919 год—1922 год 1922 год—1926 год                                        |      |
|                | Венесуэла | Президент | Викторино Маркес Бустильос Хуан Висенте Гомес           | 1914 год—1922 год (1908 год—1913 год, 1922 год—1929 год, 1931 год—1935 год |      |
| Флаг Колумбии  | Колумбия  | Президент | Хорхе Марсело Ольгин Мальярино Педро Нель Оспина Васкес | (1909 год, 1921 год—1922 год) 1922 год—1926 год                            |      |
|                | Парагвай  | Президент | Эусебио Айяла                                           | 1921 год—1923 год, 1932 год—1936 год                                       |      |
|                | Перу      | Президент | Аугусто Легия                                           | 1908 год—1912 год, 1919 год—1930 год                                       |      |
| Флаг Уругвая   | Уругвай   | Президент | Бальтасар Брум                                          | 1919 год—1923 год                                                          |      |
| Флаг Чили      | Чили      | Президент | Артуро Алессандри                                       | 1920 год—1924 год, 1925 год, 1932 год—1937 год                             |      |
| Флаг Эквадора  | Эквадор   | Президент | Хосе Луис Тамайо                                        | 1920 год—1924 год                                                          |      |

## Комментарии
1. ↑  В конце 1921 года бежал в Афганистан после попытки переворота. Позднее эмигрировал в Индию, а затем в Турцию, где скончался.
2. ↑  Народный назир (комиссар) внутренних дел, с 3 января исполнял обязанности вместо бежавшего за рубеж У.Пулатходжаева. Репрессирован в конце 1930-х годов.
3. ↑  Представитель партии Конституционалистское движение. Премьер-министр в 1918—1920 годах.
4. ↑  Представитель Демократической партии, премьер-министр в 1921 году.
5. ↑  Подал в отставку под давлением победившей в гражданской войне Чжилийской клики, заявившей о не легитимности его избрания. Скрылся на территории британской миссии в Тяньцзине, где и скончался в 1939 году.
6. ↑  Военный, генерал. Возглавил государство и правительство после отставки Сюй Шичана. Получил образование в США, основатель и президент Университета Цинхуа, губернатор провинции Шаньдун. Монархист. Занимал министерские посты. В 1916—1918 годах в эмиграции в Японии. Подал в отставку, заявив о давлении со стороны Чжилийской клики, уехал в США, вскоре вернулся, но скончался в октябре 1923 года.
7. ↑  Военный, генерал. Президент в 1916—1917 годах.
8. ↑  Ставленник Фэнтяньской клики. Ушёл в отставку после выхода из правительства представителей Чжилийской клики, обвинившей Фэнтяньскую клику в невыполнении соглашений. В условиях приближавшейся Первой Чжили-фэнтяньской войны выехал из Пекина под предлогом болезни и отошёл от политики. В 1928 году бежал в Гонконг. Скончался в 1933 году в Шанхае.
9. ↑  Премьер-министр в 1921 году. В 1926 году был президентом Китая.
10. ↑  В результате начавшейся 29 апреля 1922 года Первой Чжили-фэнтяньской войны утратил позиции и в июне ушёл со всех постов.
11. ↑  Министр юстиции с июня 1922 года. Получил образование в Японии, Германии, США и Великобритании. Участник революции 1911 года, первый министр иностранных дел Китайской республики. Был членом Верховного суда. После отставки назначен на должность в международный суд в Гааге, был на дипломатической работе, работал в органах юстиции. В 1949 году уехал на Тайвань. Скончался в 1958 году в Тайбэе.
12. ↑  Премьер-министр в 1917 году. Скончался в 1929 году.
13. ↑  Дипломат, получил образование в Японии и США. Участник революции 1911 года, занимал министерские посты.
14. ↑  Отправлен в отставку и вскоре казнён как контрреволюционер по приказу лидера монгольской революции, командующего армией Сухэ-Батора.
15. ↑  Религиозный лидер, земное воплощение Джалхандза-хутухты, владелец множества монастырей и крепостных. С 1911 года участвовал в борьбе за независимость страны, затем был на дипломатической работе. В 1921 году был главой правительства в период правления барона Р. Ф. Унгерн-Штернберга.
16. ↑  Пятый наследственный премьер-министр рода Рана, генерал-фельдмаршал.
17. ↑  1 ноября 1922 года Великое национальное собрание Турции в Анкаре приняло закон о разделении султаната и халифата и об упразднении султаната. Остался халифом, но 16 ноября 1922 года попросил политического убежища у Великобритании и сел в Стамбуле на борт британского крейсера «Малайя». 19 ноября 1922 года лишён титула халифа. Доставлен на Мальту, затем жил в Италии. Скончался в 1926 году в Сан-Ремо, похоронен в Дамаске (Сирия)
18. ↑  Наследник престола, сын султана Абдул-Азиза, двоюродный брат султана Мехмеда VI. Избран халифом Великим национальным собранием. Политической роли не играл. После того, как 3 марта 1924 года был упразднён халифат, с семьёй выехал на поезде в Швейцарию. Оставался главой императорского дом Османов. Скончался в 1944 году в Париже.
19. ↑  Военный, фельдмаршал. Подал в отставку 9 июля 1922 года и выехал вместе с М.Кемаль-пашой на фронт греко-турецкой войны для организации решающего сражения при Думлупынаре. В 1924 году стал начальником Генерального штаба армии, затем отошёл от политики. Скончался в 1950 году в Стамбуле.
20. ↑  Военный, подполковник. Командовал крейсером, был командующим военно-морскими силами Турции, затем перешёл на дипломатическую работу.
21. ↑  Виконт. Подал в отставку 6 июня 1922 года из-за разногласий в партии Риккэн Сейюкай. Был депутатом, занимал посты министра сельского хозяйства и лесоводства, министра торговли и промышленности. И. о. премьер-министра в 1932 году. Убит во время военного мятежа в феврале 1936 года.
22. ↑  Военный, адмирал. Виконт. Участник Русско-японской войны, был министром военно-морского флота.
23. ↑  Сын хедива Исмаила, детство и юность провёл в Италии, учился в военном училище в Турине. По возвращении на родину был советником хедива Аббаса II, затем занимался развитием в стране высшего образования. В 1917 году наследовал престол и стал султаном Египта в условиях британского протектората. 15 марта провозгласил себя королём под именем Фуада I.
24. ↑  Подал в отставку 24 декабря 1921 года в знак протеста против сохранения британского протектората, но продолжал формально исполнять обязанности до 1 марта 1922 года, когда был отменён протекторат и А. Х. Сарват-паша смог сформировать новый кабинет. Один из крупнейших землевладельцев Египта, был личным секретарём премьер-министра Нубара-паши, губернатором ряда провинций, в том числе Каира, министром иностранных дел (1913—1917), министром внутренних дел. В 1926 году вновь назначен премьер-министром.
25. ↑  Юрист и судья. Турок по происхождению. Губернатор Асьюта (1907—1908), министр юстиции (1914—1919), министр внутренних дел с 1921 года. Согласился сформировать правительство после отмены британского протектората. 29 ноября 1922 года подал в отставку в условиях всеобщего недовольства сохранением британского влияния и высылкой националистического лидера Саада Заглула. В 1927 году вновь назначен премьер-министром.
26. ↑  Премьер-министр в 1920—1921 годах. Турок по происхождению, окончил иезуитский колледж, юрист. Министр внутренних дел в 1919—1920 годах. Политик, известный личной преданностью королю.
27. ↑  Получил исламское образование в Тетуане и других религиозных центрах. Также обучался на инженера в Малаге и Мадриде. Преподавал в Мелилье, затем занялся журналистикой. Избран исламским судьёй (кади), в 1916—1917 годах находился в заключении. Весной 1921 года организовал антииспанское восстание и после военной катастрофы в Марокко 22 июля 1921 года провозгласил независимость арабских племён Эр-Рифа.
28. ↑  Заместитель председателя ЦИК с 1921 года. Землемер, в революционном движении с 1888 года. В январе 1930 года освобождён от должности, в октябре 1930 года скончался в Москве.
29. ↑  В дальнейшем партийный лидер Ленинграда, член Политбюро ЦК ВКП(б). Застрелен в 1934 году в Смольном.
30. ↑  Лидер Народной партии, министр внутренних дел и юстиции в 1920—1921 годах. В декабре 1921 года сформировал кабинет, однако до начала января 1922 года обязанности премьер-министра исполнял Омер-паша Вриони. Помещик, учился в Стамбуле. После отставки был членом Верховного (регентского) совета Албании, в период революции 1924 года бежал из страны. Во времена королевства А.Зогу получил должность в Королевском суде, но в 1939 году перешёл на сторону Италии, в условиях оккупации был министром юстиции проитальянского кабинета. Погиб во время воздушного налёта в декабре 1940 года.
31. ↑  Ахмет Мухтар Бей Зоголли. Землевладелец, служил в армии Австро-Венгрии, долгое время жил в Вене и Риме. В 1919 году вернулся на родину и в 1920 году был назначен губернатором Шкодера. Министр внутренних дел с 1921 года.
32. ↑  Представитель Национальной либеральной партии. Подал в отставку 22 октября 1922 года, после того, как 19 октября парламентская фракция Консервативной партии по предложению Остина Чемберлена проголосовала за выход из коалиции с либералами (187 против 87). Продолжил активную политическую деятельность, был депутатом парламента. Скончался в 1945 году в Уэльсе от рака.
33. ↑  Представитель Консервативной партии. Уроженец Канады, крупный предприниматель, депутат британского парламента с 1900 года. Занимал посты министра колоний, министра финансов, спикера Палаты общин и другие министерские посты. Немедленно распустил парламент, после чего Консервативная партия укрепила свои позиции на парламентских выборах 15 ноября 1922 года.
34. ↑  Представитель Христианско-социальной партии. Подал в отставку 26 января 1922 года после неудачи переговоров с пангерманской фракцией по вопросу о защите судетских немцев. 27 января представил новый кабинет. главами земельных правительств о перераспределении полномочий.
35. ↑  Подал в отставку 24 мая 1922 года после того, как парламентские фракции социал-демократов и пангерманцев проголосовали против дополнительных кредитов. В 1929 году вновь возглавил правительство.
36. ↑  Представитель Христианско-социальной партии, вице-канцлер и министр внутренних дел с 1920 года. После отставки возглавлял Государственный комитет статистики. Скончался в 1944 году.
37. ↑  Председатель Христианско-социальной партии. Католический священник, доктор теологии. Министр общественных работ и социального обеспечения в 1918 году, депутат Учредительного собрания. Сформировал коалиционный кабинет ХСП и пангерманцев.
38. ↑  Лидер левого крыла Католической партии Центра. Возглавлял коалиционное правительство (Партия Центра и Социал-демократическая партия Германии). Подал в отставку 14 ноября 1922 года после неудачной попытки образовать демократическую коалицию. После отставки — депутат Рейхстага, лесопромышленник, министр внутренних дел (1930—1931). В 1933—1948 годах жил в эмиграции. С 1952 года член Всемирного совета мира, в 1955 году получил Международную Сталинскую премию а укрепление мира между народами. Скончался в январе 1956 года во Фрайбурге.
39. ↑  Беспартийный. 14 ноября 1922 назначен рейхсканцлером. Возглавлял коалиционное «экономический кабинет» (Партия Центра, демократы, Немецкая народная партия, Баварская народная партия и беспартийные). Юрист, сотрудник Имперского казначейства, занимался снабжением армии в период Первой мировой войны. С 1918 года был директором правления трансатлантического пароходного акционерного общества HAPAG.
40. ↑  14 сентября 1922 года по требованию восставших войск отрёкся от престола и покинул Грецию. Скончался в январе 1923 года в Палермо (Италия) в возрасте 54 лет.
41. ↑  Старший сын Константина I. Получил военное образование в Пруссии, участник Балканских войн, с 1913 года наследник престола. В 1917—1920 годах жил в изгнании.
42. ↑  Подал в отставку 16 мая 1922 года, после того как парламент отклонил проект бюджета. Был министром юстиции в кабинете Петроса Протопападакиса. После поражения в Греко-турецкой войне и свержения правительства в сентябре 1922 года был арестован и отдан под трибунал по обвинению в государственной измене. Расстрелян 15 ноября 1922 года в Афинах.
43. ↑  Министр внутренних дел в кабинете Д.Гунариса. Юрист, депутат с 1902 года, с 1909 года занимал министерские посты. В 1916 году основал Национальную консервативную партию. Не получил вотума доверия в парламенте и ушёл в отставку. В сентябре 1922 года арестован, отдан под трибунал и расстрелян 15 ноября 1922 года в Афинах.
44. ↑  Министр финансов в кабинете Д.Гунариса. Инженер, участник строительства Коринфского канала, профессор Военной академии и Технического университета. Один из основателей Народной партии. Подал в отставку 28 августа 1922 года. После падения 9 сентября Смирны и поражения Греции в Греко-турецкой войне был арестован, отдан под трибунал и расстрелян 15 ноября 1922 года в Афинах.
45. ↑  Юрист, обучался в Афинском университете, в Берлине и Париже. Депутат с 1892 года, с 1897 года занимал министерские посты, в том числе министра юстиции и министра внутренних дел. В 1920 году назначен комиссаром греческого правительства в Стамбуле. Стал премьер-министром после того, как назначенный 9 сентября главой правительства Николаос Калогеропулос не смог сформировать кабинет. 11 сентября восстали войска на побережье Эгейского моря и Триантафиллакос подал в отставку 16 сентября 1922 года после того, как 15 сентября восставшие воинские части вошли в Афины. С 1929 года — сенатор. Скончался в 1939 году.
46. ↑  Военный, получил военное образование во Франции, служил в Генеральном штабе, был начальником штаба 10-й дивизии в Македонии и 6-го округа в Эпире. С 1914 года начальник артиллерии греческой армии. Военный министр в 1917 и в 1922 годах. Назначен временным премьер-министром Революционным комитетом восставших войск до прибытия в страну А.Займиса. После отставки в политической жизни не участвовал. Скончался в 1949 году.
47. ↑  Юрист, преподаватель, профессор, доктор права. Окончил Афинский университет. Депутат с 1892 года, главнокомандующий на Кипре в 1917—1920 годах. 17 сентября 1922 года назначен главой правительства Революционным комитетом восставших войск. Подал в отставку 14 ноября 1922 года в знак протеста против сурового приговора Д.Гунарису и другим политикам. Скончался в июле 1924 года в Коринфе.
48. ↑  Военный, полковник, руководитель восстания армии 11 сентября 1922 года. Окончил военную академию, участник Македонской кампании (1907—1909), Балканской, Первой мировой, Греко-Турецкой войн и Гражданской войны в России. Назначен главой правительства Революционным комитетом восставших войск.
49. ↑  Председатель СНК Грузии в 1929—1931, Председатель Президиума Верховного Совета Грузинской ССР с 1938 года. Скончался в Тбилиси в 1941 году.
50. ↑  Председатель СНК Грузии в 1929—1931, Председатель Президиума Верховного Совета Грузинской ССР с 1938 года. Скончался в Тбилиси в 1941 году.
51. ↑  Учился в Московском университете, активный участник революции, член РВС 11-й армии, председатель Ревкома Грузии. Оставил пост после избрания председателем Союзного совета ЗСФСР. За оппозицию в вопросах национальной политики снят с постов и отправлен торговым представителем во Францию, затем отозван в СССР и сослан. В 1931 году назначен председателем Совнархоза Грузии. Арестован в 1936, расстрелян в 1937 году.
52. ↑  Из дворян, окончил Санкт-Петербургский университет, член РСДРП с 1903 года, участник революционных событий. В 1923 году за оппозицию в вопросах национальной политики был снят с постов, в 1927 году выслан в Сибирь за троцкизм. В 1936—1939 годах находился в заключении, затем работал в МИД СССР, был послом в Румынии. Скончался в 1971 году в Тбилиси.
53. ↑  В революционной деятельности с 1913 года. После 1924 года на работе в Коминтерне, был 1-м секретарём Закавказского крайкома ВКП(б). Снят с должностей за участие в партийной оппозиции. В 1935 году в Магнитогорске скончался от ранения после попытки застрелиться.
54. ↑  С 1923 года на хозяйственной работе. Скончался в 1951 году в Москве.
55. ↑  Освобождён от обязанностей постановлением Правительства ДВР 2 октября 1922 года. В 1925—1927 годах посол в Монголии, работал в Совнаркоме, в народном комиссариате снабжения. Скончался в 1951 году в Москве.
56. ↑  Направлен в ДВР ЦК РКП(б). Член партии с 1898 года, участник всех русских революций. Окончил Рижский политехнический институт. Член Реввоенсовета РСФСР, чрезвычайный комиссар в Средней Азии, нарком путей сообщения РСФСР в 1918 году, председатель Туркестанского ЦИК в 1919 году. После ликвидации ДВР был председателем Дальревкома (1922—1923). Затем направлен на научно-преподавательскую работу, был ректором Московского межевого института и Ленинградского политехнического института. Скончался в 1941 году.
57. ↑  Лидер коммунистов Грузии, председатель Ревкома Грузии. Был 1-м секретарём Закавказского крайкома (1926—1929), председателем СНК ЗСФСР (1931—1932). В 1932 году был снят с поста и назначен заместителем директора Института Маркса-Энгельса-Ленина. Расстрелян в 1937 году.
58. ↑  Член ЦК РКП(б). Окончил фельдшерскую школу, активно участвовал в революционной деятельности, подвергался арестам. После 1917 года один из лидеров большевиков Закавказья, в феврале 1922 года возглавил Заккрайком партии. В 1926 году отозван в Москву, был председателем Центральной контрольной комиссии ВКП(б) (1926—1930) председателем ВСНХ СССР (1930—1932) и Народным комиссаром тяжёлой промышленности СССР (1932—1937). В феврале 1937 года, по разным версиям, застрелился или скоропостижно скончался от инфаркта.
59. ↑  Лидер партии Шин Фейн. Подал в отставку после того, как парламент 64 голосами против 57 одобрил англо-ирландский договор 1921 года, предусматривавший для Ирландии статус доминиона. В 1926 году вышел из партии Шин Фейн и основал партию Фианна Файл. В 1932 году возглавил правительство.
60. ↑  Журналист, один из основателей и лидеров партии Шин Фейн, вице-президент Республики в 1919 году. Скончался от инфаркта 12 августа 1922 года.
61. ↑  Мелкий бизнесмен, в политике с 1905 года, с 1913 года участвовал в вооружённой борьбе, участник Пасхального восстания 1916 года. Приговорён к смерти, замененной пожизненной каторгой, но в 1918 году избран в парламент и амнистирован. С 1919 года министр местного самоуправления в правительстве Имона де Валеры. Вступил в конфликт с де Валерой по вопросу об англо-ирландском соглашении 1921 года и вскоре сменил его на посту. Исполнял обязанности президента до 9 сентября 1922 года.
62. ↑  Журналист, адвокат, уехал из Ирландии, начинал клерком на фабрике в Лондоне, долгое время был депутатом парламента. Предложен на пост генерал-губернатора У.Косгрейвом.
63. ↑  Лидер Консервативной партии. Продал в отставку 7 марта 1922 года. После переворота 1923 года отошёл от политики, занимался написанием мемуаров. Скончался в 1925 году в Торрелодонесе под Мадридом.
64. ↑  Адвокат и журналист, представитель Либерально-консервативной партии, занимал пост министра внутренних дел. Сформировал кабинет с опорой на консерваторов, сторонников А.Мауры и Каталонскую лигу. Подал в отставку 4 декабря 1922 года из-за скандала с «досье генерала Хуана Пикассо», расследовавшего военную катастрофу в Мелилье летом 1921 года. В дальнейшем выступил против диктатуры М.Примо де Риверы, в 1927 году был выслан, в 1929 году участвовал в антиправительственном заговоре. В 1931 году по здоровью отошёл от политики. Скончался в 1935 году в Мадриде.
65. ↑  Лидер Либерально-демократической партии. Премьер-министр в 1912 и 1917—1918 годах.
66. ↑  Социалист. После прихода к власти Муссолини отошёл от политики, но в 1940 году перешёл в оппозицию, в 1943 году возглавил Комитет национального освобождения, а в 1944 году вновь стал премьер-министром.
67. ↑  Представитель Либеральной партии. Юрист, адвокат, депутат с 1892 года, неоднократно занимал пост министра финансов. Подал в отставку 28 октября 1922 года после отказа короля ввести военное положение в условиях похода фашистов на Рим. С 1924 года сенатор. Скончался в 1930 году в Пинероле.
68. ↑  Лидер Национальной фашистской партии, депутат парламента. Бывший социалист, журналист, участник Первой мировой войны. В 1919 году основал фашистское движение. 27 октября 1922 года его сторонники начали Марш на Рим, что привело к отставке парламентского правительства. 30 октября Б.Муссолини поездом прибыл в Рим и по поручению короля начал формирование своего кабинета.
69. ↑  Избран 1-м Сеймом Латвии (93 голоса «за», 6 воздержались) после того, как 7 ноября 1922 года вступила в силу принятая Учредительным собранием Конституция Латвии от 15 февраля 1922 года. Срок полномочий равен сроку полномочий Сейма.
70. ↑  После того, как на выборах 10-11 октября 1922 года был избран 1-й Сейм Литвы, собравшийся 13 ноября, стал временным президентом. Через месяц избран Сеймом на пост президента.
71. ↑  Представитель Народно-крестьянского союза (ляудининк). В 1926 году избран президентом.
72. ↑  Представитель Демократической партии. Премьер-министр в 1919—1920 годах. В декабре 1922 года после избрания нового президента вновь назначен на пост премьер-министра.
73. ↑  Военный, маршал. Ушёл в отставку согласно Конституции от 17 марта 1921 года и отказался выдвигать свою кандидатуру на новый срок, считая полномочия главы государства слишком ограниченными. В 1923 году подал в отставку с военных постов и удалился в своё имение в Сулеювеке, где жил частной жизнью. Вернулся к власти в 1926 году.
74. ↑  Инженер, учился в Санкт-Петербургском и Цюрихском университетах. В молодости участвовал в деятельности партии «Пролетариат», скрываясь от преследований, эмигрировал из России и в 1895 году принял гражданство Швейцарии. Работал и преподавал в Европе. В 1919 году вернулся в Польшу, с 1920 годы был министром общественных работ, в июне 1922 года назначен министром иностранных дел. 9 декабря 1922 года в четвёртом туре голосования избран президентом Польши, победив графа Мауриция Замойского (289 голосов против 227). Застрелен 16 декабря 1922 года на художественной выставке в галерее «Захента» в Варшаве правым экстремистом Элигиушем Невядомским. Похоронен 19 декабря 1922 года.
75. ↑  Маршал Сейма, исполнял обязанности президента. Философ, окончил Львовский университет. Депутат с 1919 года, в 1920—1921 годах министр по делам религии. В 1926 году вновь исполнял обязанности президента.
76. ↑  Дворянин, окончил Варшавский университет, с юности участвовал в движении за восстановление независимости Польши, был членом Социалистической партии. Подвергался арестам, в 1892—1906 годах жил в эмиграции. Вернулся в Россию после амнистии, в 1915 году эвакуировался из Польши, вернулся на родину в 1918 году. Министр внутренних дел в 1919—1920 годах. С 1921 года член Польской крестьянской партии «Пяст». Кандидат в премьер-министры и в президенты в 1922 году. 20 декабря 1922 года избран президентом в первом туре голосования победив президента Польской академии Казимира Моравского (298 голосов против 221).
77. ↑  Глава внепарламентского правительства, член Национально-демократической партии. Подал в отставку 6 июня 1922 года. Депутат Сейма в 1930—1935 годах, затем ушёл из политики, преподавал на кафедре геодезии Варшавского политехнического института. Скончался в 1949 году в Варшаве.
78. ↑  Глава внепартийного кабинета. Историк и публицист, член Социалистической партии с 1914 год. В 1917 году был секретарём Временного правительства Королевства Польши. Подал в отставку 7 июля 1922 года. Сенатор в 1935—1939 годах. Скончался в 1953 году в Варшаве.
79. ↑  Представитель Народной партии, глава внепарламентского правительства на период выборов в Сейм. Медик, окончил Ягеллонский университет, в 1921—1922 годах был ректором Краковского университета. Провёл выборы в Сейм 5 и 12 ноября 1922 года, окончившиеся победой Христианского блока. Сенатор в 1922—1927 годах. Скончался в 1946 году в Кракове.
80. ↑  Военный, генерал, главнокомандующий и начальник Генерального штаба с 1921 года. Назначен на пост главы внепартийного кабинета по предложению маршала Сейма Матея Ратая после убийства президента Г.Нарутовича. Окончил Львовский политехнический институт, с 1908 года участвовал в борьбе за восстановление Польши. В период Советско-польской войны 1920 года командовал 9-й дивизией, 3-й и 5-й армиями.
81. ↑  Беспартийный. Подал в отставку после победы Демократической республиканской партии на парламентских выборах 29 января 1922 года. Был депутатом, занимал министерские посты. В 1924 года стал ректором Коимбрского университета, но поддержал восстание 18 апреля 1925 года и был отправлен в тюрьму. Амнистирован, в 1926 году основал Либерально-республиканский союз, был президентом Банка Анголы в 1927—1930 годах. Из-за конфликта с А.Салазаром ушёл в отставку и эмигрировал в Испанию. В 1932 году вернулся, но в 1935 году вновь был арестован и выслан. В дальнейшем был одним из лидеров оппозиции. Скончался в 1970 году в Лиссабоне.
82. ↑  Лидер Демократической партии, премьер-министр в 1920 году. Возглавил правительство после успеха партии на парламентских выборах 29 января 1922 года. 30 ноября и 7 декабря сформировал новые кабинеты.
83. ↑  Представитель Консервативной демократической партии. Ушёл в отставку 17 января 1922 года после вотума недоверия. Скончался во время поездки в Италию 2 июня 1922 года в санатории по Римом от брюшного тифа в возрасте 63 лет
84. ↑  Представитель Национально-либеральной партии, премьер-министр в 1908—1910,1914-1918 и в 1918—1919 годах. Распустил парламент и провёл внеочередные парламентские выборы 1 и 3 марта 1922 года, укрепившие позиции НЛП.
85. ↑  В 1923 году обвинён в национализме и отправлен послом в Лондон (1923—1925). Был послом во Франции (1925—1927), но затем за участие в оппозиции был снят с поста, исключён из ЦК ВКП(б) и из партии. В 1935 году восстановлен в ВКП(б), работал в Народном комиссариате здравоохранения. В 1937 году арестован, расстрелян в 1941 году.
86. ↑  В дальнейшем работал в Коминтерне и Главном политуправлении Красной армии. С 1944 года — народный комиссар иностранных дел Украины. Скончался в Киеве в 1959 году.
87. ↑  . Представитель Национально-прогрессивной партии. Подал в отставку после конфликта между парламентом и министром иностранных дел Рудольфом Холстином. В 1922—1924 годах был министром иностранных дел, министром казначейства в 1930—1931 годах. Скончался в 1938 году в Хельсинки.
88. ↑  Ботаник, профессор лесоводства, занимался изучением лесов Финляндии. Не занимался политикой, однако неожиданно был назначен на пост главы правительства президентом К.Стольбергом на период проведения парламентских выборов 1-3 июля 1922 года.
89. ↑  Один из лидеров и основателей Аграрного союза. Депутат Сейма Великого Княжества Финляндского (1904—1906) и Сейма Финляндии с 1919 года.
90. ↑  Республиканец-социалист, возглавлял своё седьмое коалиционное правительство (Республиканцы-социалисты, Республиканско-демократический союз, демократическая левая, республиканско-демократическая левая, левые республиканцы и радикал-социалисты). Подал в отставку 12 января 1922 года. В 1925 году вновь возглавил правительство.
91. ↑  Представитель Республиканско-демократического союза. Президент в 1913—1920 годах. Сформировал свой второй кабинет на коалиционной основе (Республиканский союз, Республиканско-демократический союз, левые республиканцы, радикал-социалисты, демократическая левая, Республиканское и социальное действие, республиканцы-социалисты и Радикально-демократический союз).
92. ↑  В 1923 году вновь занял пост Государственного старейшины.
93. ↑  Председатель Рийгикогу (парламента) с 1921 года. Окончил Рижский политехнический институт, стажировался в Германии. Предприниматель, участник кооперативного движения, журналист. Член Временного земского совета Эстонии в (1917—1919), министр финансов (1918—1920), министр торговли и промышленности (1920—1921).
94. ↑  Истёк срок полномочий. Отошёл от политики и уехал в родной город. Скончался в 1926 году.
95. ↑  Избран Государственным советом 10 апреля 1922 года. Обучался в Париже. Юрист, поэт, музыкант. Неоднократно занимал пост министра иностранных дел. Срок полномочий — 4 года, до 15 мая 1926 года.
96. ↑  Назначен временным президентом после заключения соглашения Хьюза-Пейнадо о частичном восстановлении суверенитета страны. Из семьи итальянских эмигрантов, предприниматель, владелец сахарного завода.
97. ↑  Истёк шестилетний срок полномочий. В 1928 году вновь избран президентом.
98. ↑  Близкий сподвижник И.Иригойена, один из основателей Гражданского радикального союза в 1891 году. Юрист, участник заговоров и переворотов 1890,1899 и 1905 годов. Депутат, в 1917 году отправлен послом во Францию. На президентских выборах 2 апреля 1922 года заочно одержал победу над Норберто Пинейро от Национальной концентрации, Карлоса Ибаргурена от Прогрессивно-демократической партии и социалиста Николаса Репетто. В сентябре вернулся в Буэнос-Айрес на французском корабле. Срок полномочий — 6 лет, до 12 октября 1928 года.
99. ↑  Представитель Республиканской партии штата Минас-Жерайс. Истёк определённый в 1919 году срок полномочий. 5 июля 1922 года едва не был свергнут в ходе «Бунта 18». После отставки был сенатором, до 1930 года входил в состав Международного суда в Гааге. В 1937 году у него обнаружили болезнь Паркинсона. Скончался в 1942 году в Петрополисе.
100. ↑  Юрист, политическую карьеру начал как мэр города Висоза. Был депутатом федерального парламента. С 1918 года губернатор штата Минас-Жерайс. В 1921 году выставил свою кандидатуру в президенты от Республиканской партии штата Минас-Жерайс. На выборах 1 марта 1922 года победил бывшего президента Нилу Песанью от Республиканского противодействия. Срок полномочий — 4 года, до 15 ноября 1926 года.
101. ↑  Временный президент на период отсутствия генерала Хуана Висенте Гомеса, избранного президентом на 1915—1921 годы. С 1924 года на дипломатической работе, в 1940 году рассматривался как кандидат в президенты. Скончался в 1941 году в Каракасе через несколько месяцев после ухода из политики. Истёк срок полномочий.
102. ↑  Генерал, главнокомандующий вооружёнными силами, фактический диктатор Венесуэлы с 1908 года. Президент в 1908 −1913 годах, избранный президент на период 1915—1921 годы. По состоянию здоровья жил в Маракайе, передав президентские функции В.Маркесу Бустильосу. В конце 1921 года едва не скончался, но был спасён врачами и решил вернуться на пост главы государства. Избран Национальным конгрессом на 7 лет, до 1929 года.
103. ↑  Временный президент после отставки Марко Фиделя Суареса в ноябре 1921 года, представитель Консервативной партии. Передал власть избранному президенту. Скончался в 1928 году в Боготе.
104. ↑  Представитель Консервативной партии, на президентских выборах 12 февраля 1922 года победил либерала Бенхамина Эрреру. Инженер, изучал в США строительство, металлургию, химию и геологию. После возвращения в страну в 1882 году преподавал и занимался бизнесом. Участник гражданской войны 1885 года и Тысячедневной войны 1899 года. Затем был избран в Конгресс, был губернатором Антигуа (1918—1920).